# Dodge Monaco
Dodge Monaco (Додж Монако) — модель великого легкового автомобіля, який виготовлявся і продавався маркою Dodge в трьох генераціях з 1965 по 1977 рр., а також середня легкова модель цієї марки в 1977-1978 рр. та 1990-1992 рр..
Введений як флагман лінійки продуктів Dodge, Монако був представлений в 1965 році на заміну Custom 880, пізніше замінивши лінійку моделей Polara. Під час свого виробництва Монако пропонувалося в декількох кузовах, включаючи 2-дверні та 4-дверні хардтопи, 4-дверні седани і універсали та 2-дверні кабріолети.
З 1965 по 1977 роки три покоління Монако випускалися на великій легковій платформі Chrysler C. У 1977 та 1978 роках Dodge змістив Монако на проміжну платформу Chrysler B, ефективно скорочуючи модельну лінію. У 1979 році модельну лінійку було перероблено та перейменовано на Dodge St. Regis.
Після 12-річного перерви, модель Монако відродили в 1990 році як флагманський седан Dodge, замінивши Dodge Diplomat. В 1993 році передньоприводний Монако, який був зміненою версією Eagle Premier компанії AMC, був замінений на Dodge Intrepid.
Названий в честь Князівства Монако.

## Перша генерація

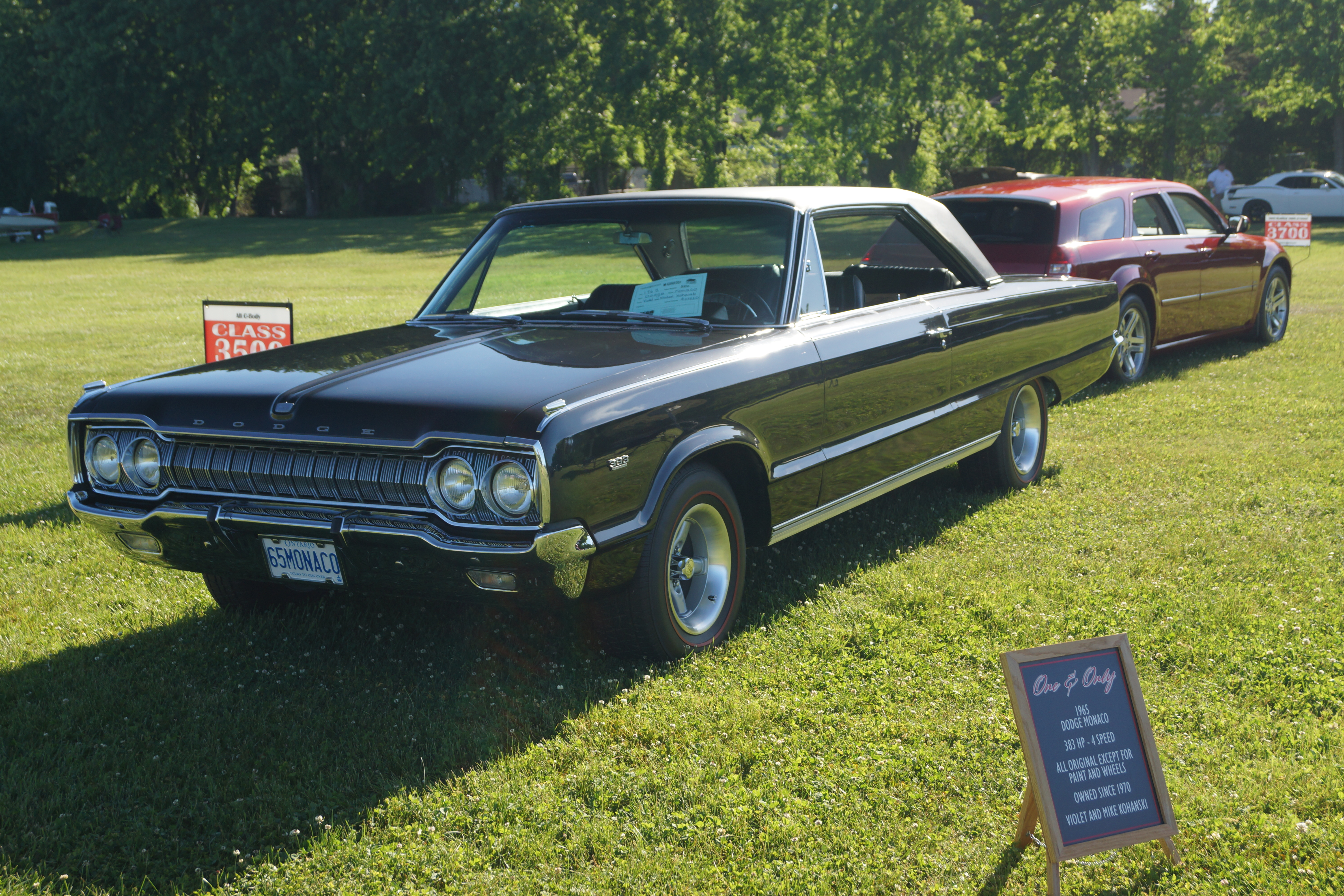
Модель 1965 року

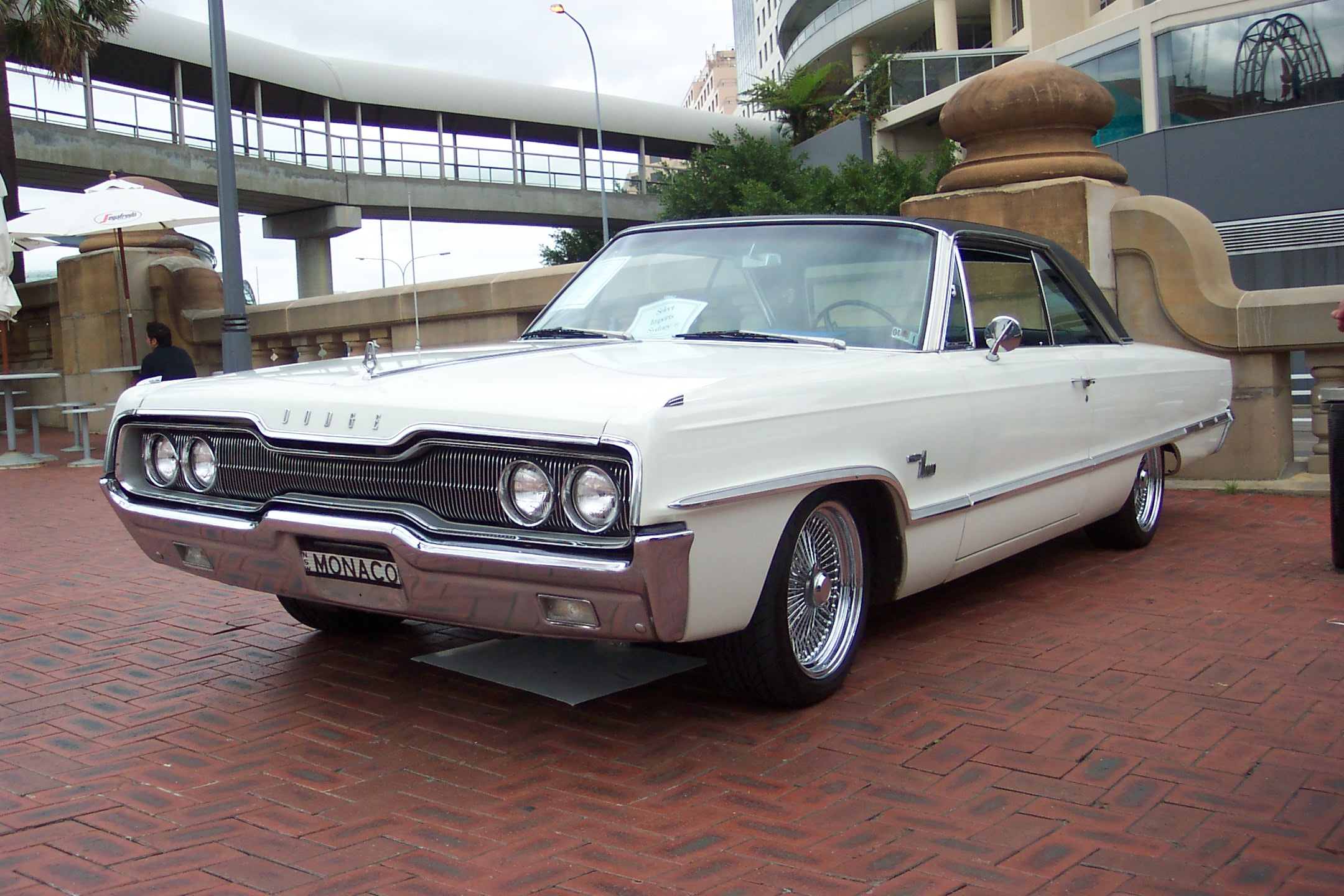
Модель 1966 року

### 1965
На прем’єрі 25 вересня 1964 року 1965 модельного року був представлений Dodge Monaco для змагання з Pontiac Grand Prix в тому, що стало відомим як ринок персональних люкс авто, але, натомість, модель заповнила нішу люксових авто в лінійці великих легкових автомобілів Dodge.
Monaco 1965 року був на основі моделі Custom 880 в кузові 2-дверний хардтоп. Monaco отримав особливі емблеми, інші задні ліхтарі й решітку радіатора, і більш спортивний інтер’єр з центральною консоллю на всю довжину салону, так само як 383-куб. дюймовий (6,3 л) двигун V8 потужністю 325 к. с. (242 кВт) в стандартному обладнанні. Більші, більш потужні двигуни також були доступні як опції. Monaco конкурував з Ford LTD, топ-моделлю в серії Galaxie 500 від Ford, версією Caprice в Impala Sport Sedan від Chevrolet, і з моделлю VIP від Plymouth 1966 року, серії Fury, та Ambassador DPL від American Motors. Ці моделі створювали змагання за седани середньої цінової категорії як Chrysler, Oldsmobile, Buick і Mercury.
Версія Plymouth Sport Fury продавалась під назвою Dodge Monaco в Канаді. Вона була доступна в кузовах хардтоп-купе чи кабріолет. На канадські моделі Monaco ставили торпедо від Plymouth 1965 і 1966 рр. На відміну від версій Monaco в США, канадські Monaco комплектувались 318 куб. дюймовим (5,2 л) V8 чи рядною шісткою.

### 1966
В 1966 році Monaco замінив серію моделей Custom 880 і колишній Monaco став Monaco 500. Базовий Monaco був доступним в кузовах хардтоп-купе, 4-дверний хардтоп-седан, звичайний 4-дверний седан і 4-дверний універсал. В США Monaco 500 був доступним лише з кузовом хардтоп-купе. Щоправда в лінійці Monaco ринку США 1966 року не було кабріолета, він був у лінійці канадського Monaco 1966 року. Канадський Dodge зачепився за назву "Monaco" для позначення рівні моделі Sport Fury і Polara 880 для конкурента Fury III.

### 1967–1968

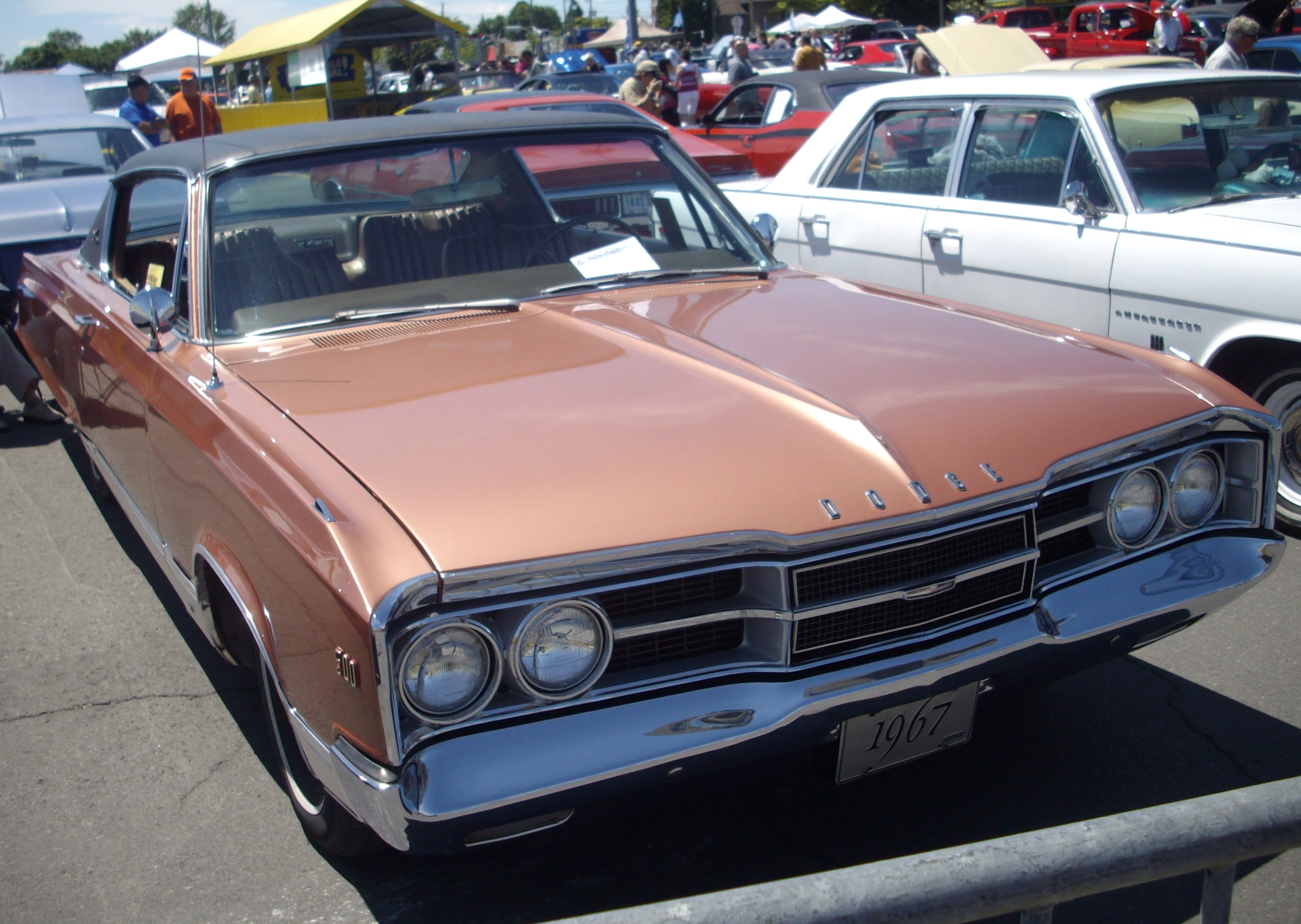
Модель 1967 року

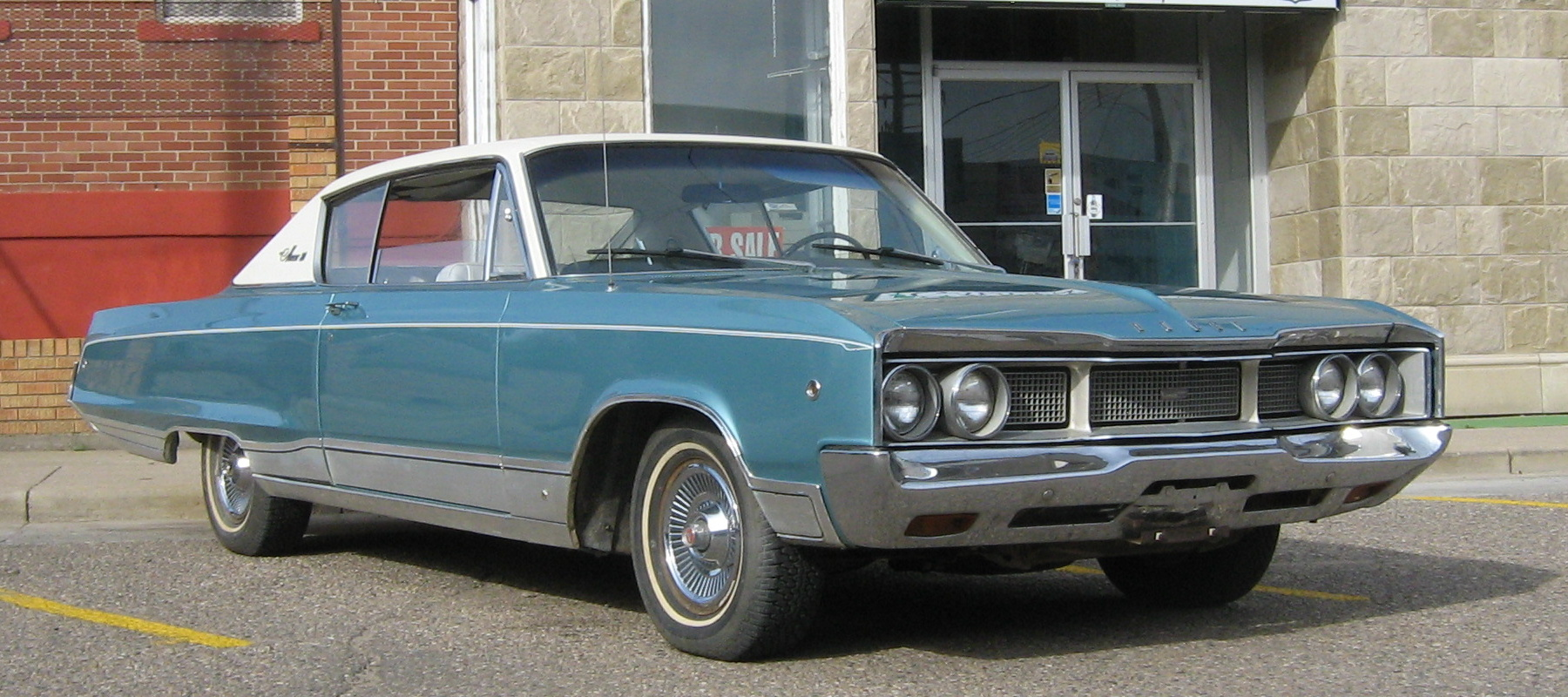
Модель 1968 року

В 1967 році всі великі легкові моделі Dodge, включно з Monaco, отримали значну видозміну з повністю оновленою зовнішністю. Робота головного дизайнера Елвуда Енджела мала загалом плоскі кузовні площини з акцентованими лініями гострих кутів. Хардтоп-купе отримали нову лінію даху у стилі фастбек з піднятими краями задніх бокових вікон.
В Канаді назву Monaco ставили на всі найвищі великі легкові автомобілі Dodge '67 року, на зміну Polara 880 на верху лінійки Dodge. Monaco 500, який зайняв місце Monaco як найкращої великої моделі, був доступним лише в кузовах 2-дверний хардтоп чи кабріолет.
Зміни 1968 року були мінімальні: були додані бокові габаритні ліхтарики на крилах і суцільний задній ліхтар на всю ширину панелі. Monaco 500 був відкиненим наприкінці 1968 модельного року в США і наприкінці 1970 – в Канаді.

## Друга генерація

### 1969

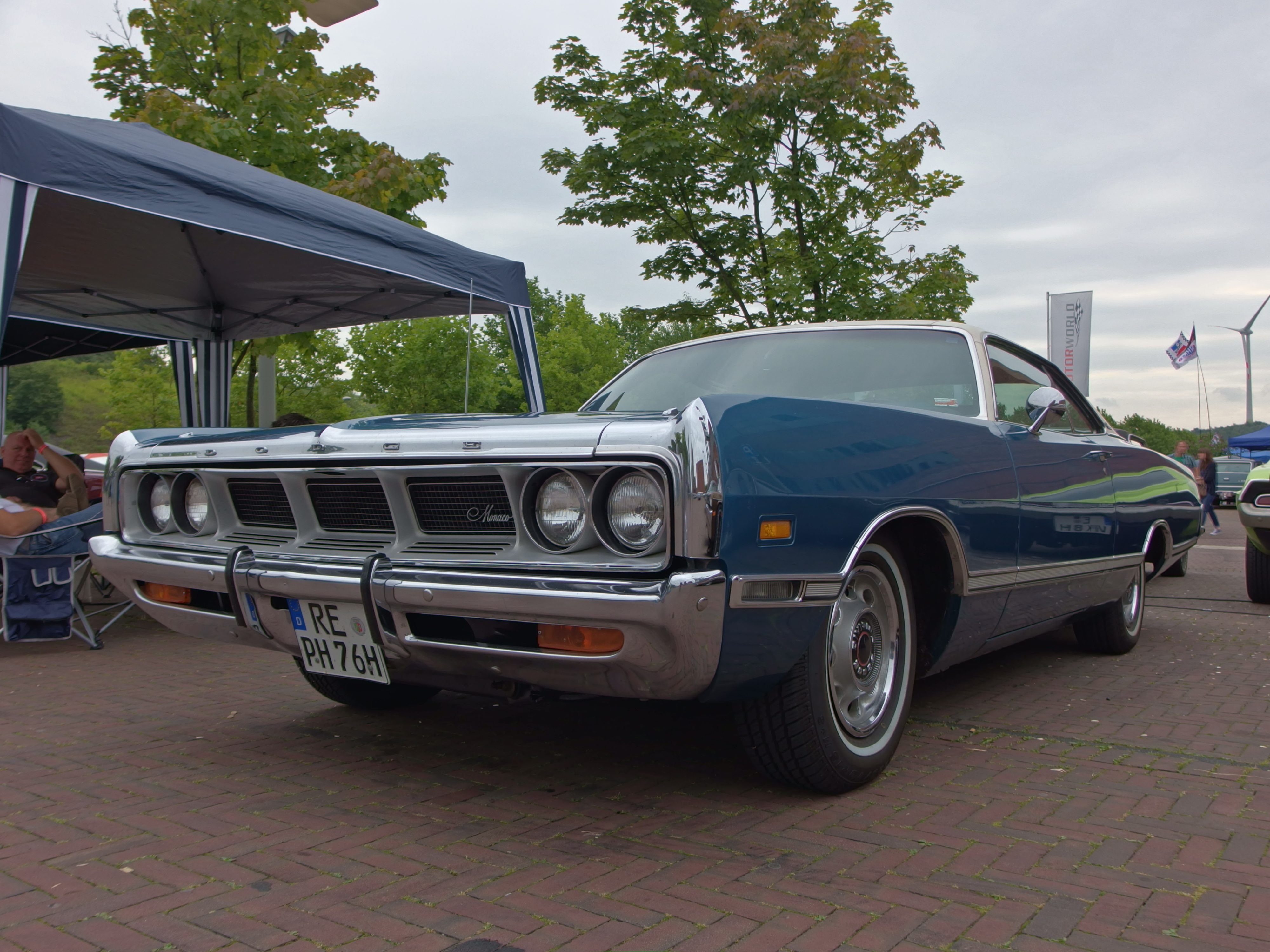
Модель 1969 року

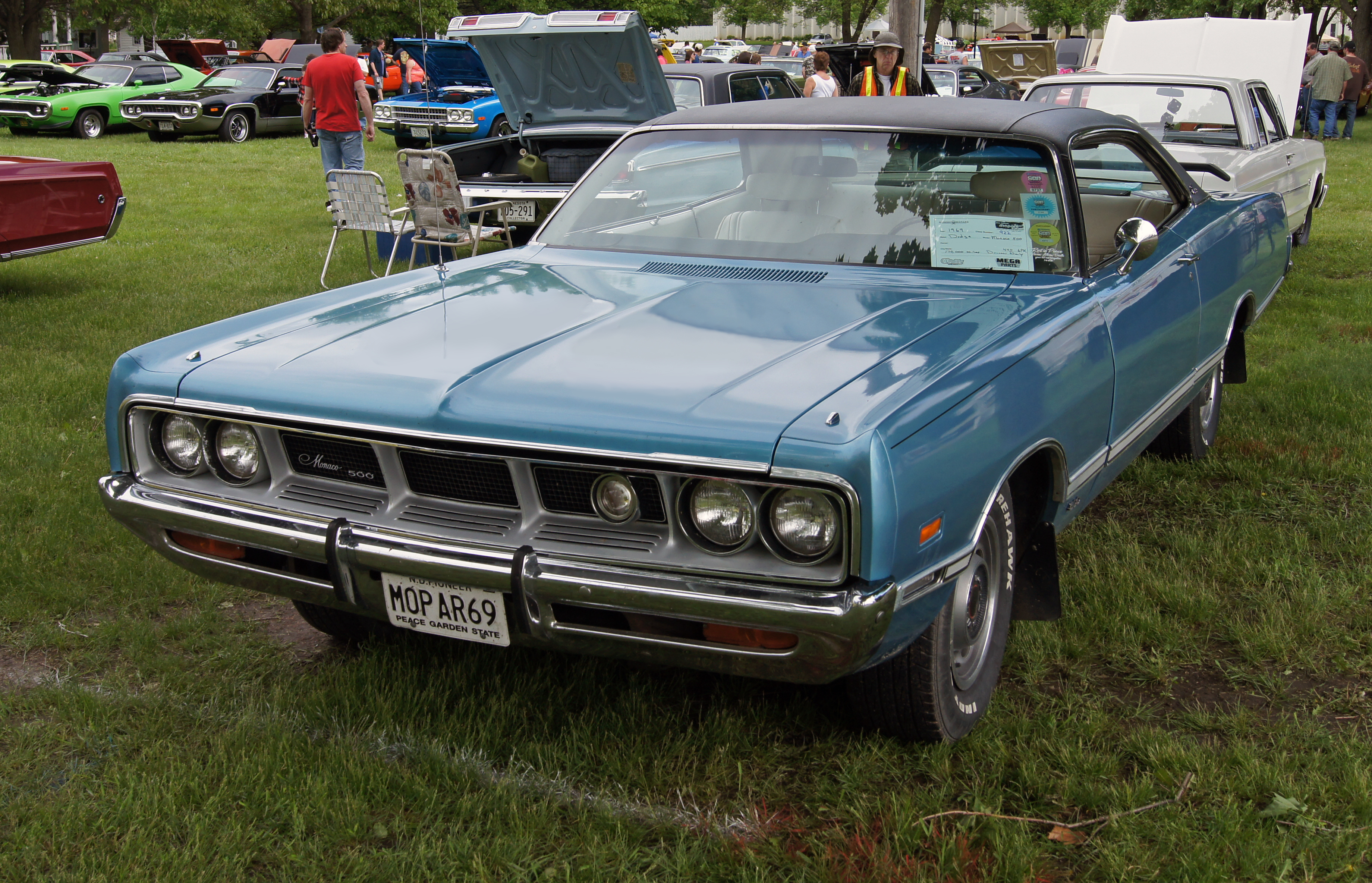
Модель 1969 року з опцією Super-Lite

В моделі Monaco 1969 року колісну базу збільшили зі 121 до 122 дюймів, і довжину збільшили приблизно до 220 дюймів. Опція "500" повернулась в 1969 році, яка дала Monaco на ринку США передні роздільні сидіння і центральний підлокітник. В Канаді Monaco 500 була окремою серією, яка мала бокове оздоблення від Polara 500 ринку США. Канадці також могли придбати кабріолет Monaco; покупці великих кабріолетів США могли лише розраховувати на нижчі моделі Polara і Polara 500.
Всі великі легкові автомобілі Dodge, включно з Monaco, отримали новий «фюзеляжний» стиль Корпорації Chrysler, в якому верх і низ кузова злиті в одну цілу вигнуту частину. Гнуте бокове скло підсилює враження, так само як і відсутність "плеча" вздовж заднього крила. Стиль починається спереду авто, з майже прямого впоперек бампера — вимога керівництва Chrysler після того, як комітет Конгресу нарікав на нього за те, що бампери не виявились спроможними захистити автомобіль від значних пошкоджень при зіткненнях на малих швидкостях — і сітчастої решітки радіатора з п’ятьма відділеннями, яка оточує фари. Коли автомобілі не змогли привернути увагу покупців, керівники Dodge зажадали зміни. До літа 1969 року відділ випустив нове хромоване оздоблення на кут переднього крила і край капота як опцію, яке давало вигляд модного на той час петельного бампера без детальних витрат. Ззаду стояли фірмові ліхтарі Dodge у формі дельти нового дизайну, через які задній бампер був скошений вниз по бокам.
Стандартним двигуном на Monaco 1969 року був Chrysler B V8 з 2-камерним карбюратором 2245 Holley, об’ємом 383 куб. дюйми (6,3 л) і потужністю 245 к. с. (183 кВт). Покупці могли замовити 383 з 4-камерним карбюратором, який підвищував потужність до 360 к. с. (270 кВт), або могли взяти опцію, двигун Magnum RB-блок з 375 к. с. (280 кВт) і 440 куб. дюймами (7,2 л). Покупцям універсалів був наданий варіант 440 з 330 к. с. (250 кВт).
На Monaco 1969 року пропонувалась перша сучасна поліеліпсоїдальна автомобільна дорожня лампа (прожектор) як опція за $50. Називаючись "Super-Lite" і будучи вмонтованою в решітці зі сторони водія, ця допоміжна фара виготовлялась спільним зусиллям Корпорації Chrysler і Sylvania. Вона має галогенну лампу на 85 ватт і вважалась додатковим ліхтариком для розширення можливостей нижніх ліхтарів під час подорожей магістралями, коли ті не були в змозі світитись, а верхні надавали додаткові відблиски зустрічним водіям.
На моделі 1969 року пропонувались кузови 2-дверне хардтоп купе, 4-дверний хардтоп седан, 4-дверний седан, та 4-дверні універсали з місткістю 6 чи 9 пасажирів. Новий пакет опцій під назвою Brougham включав вініловий дах на седани і хардтопи та розділене переднє сидіння з відкидним механізмом на стороні пасажира (окрім 2-дверних хардтопів). Універсали Monaco отримали вінілову панель з імітацією дерева вздовж кузова і впоперек задніх дверей подвійної дії (відкривалась вбік і відкидалась вниз).
Продажі Polara і Monaco опустились до приблизно 20,000 машин в порівнянні з 1968 роком, з 38,566 екземплярами лінійки Monaco зі 127,252 великих легкових автомобілів Dodge за рік.

### 1970

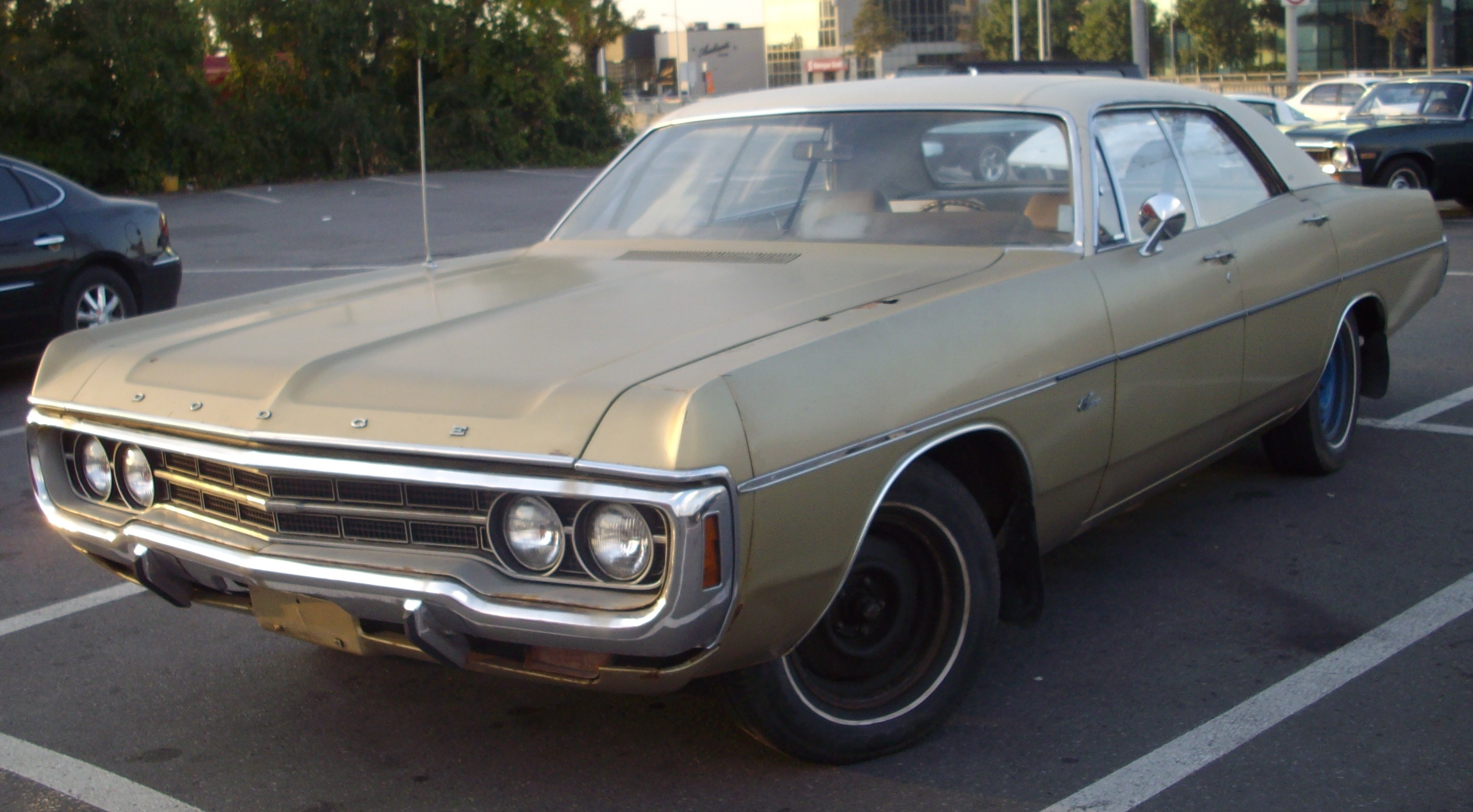
Модель 1970 року

Моделі 1970 року отримали повністю нову передню і задню частини, які включали дорогі у виробництві петельні бампери спереду і ззаду. Спереду новий бампер прикривав нову суцільнолиту решітку і фари. Ззаду бампер двома петлями огортав задні ліхтарі. Лампи заднього ходу були підняті вгору в прорізи на кінці задніх крил. Цього року дизайнери вирішили виділити довжину капоту, внаслідок чого оновлений передок виріс до 3 дюймів. Однак, нова задня частина вийшла коротшою на 4 дюйми (102 мм).
Покращення на підвіску називалась нова система "Torsion-Quiet", яка використовувала гумові ізолятори, розміщені стратегічно для зниження дорожнього шуму і вібрацій. Колія задніх коліс була розширена до трьох дюймів так як Dodge встановлював задній міст, який використовувався лише на універсалах, на всі моделі Monaco 1970 року.
Залишили набори опцій Brougham і 500, як і доступність Super-Lite, але відкинули 440 Magnum V8. 350-сильна (260 кВт) версія 440, доступна лише на універсали 69-го, стала новим топовим двигуном на всі моделі Monaco. Попри всі зміни, які коштували Chrysler значну суму грошей, продажі Monaco (і Polara) впали з виготовленими 24,692 екземплярами Monaco за рік.

### 1971

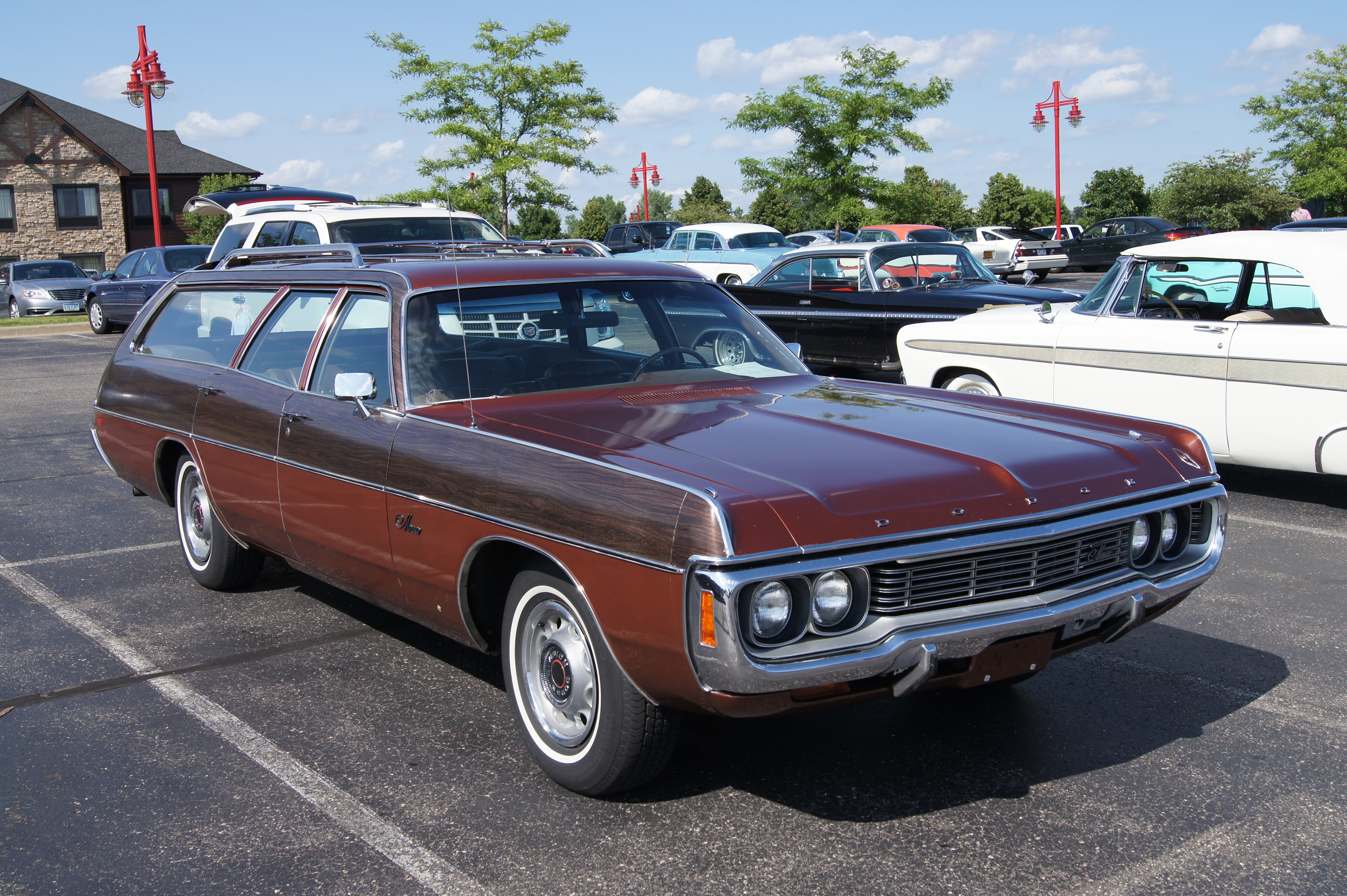
Універсал 1971 року

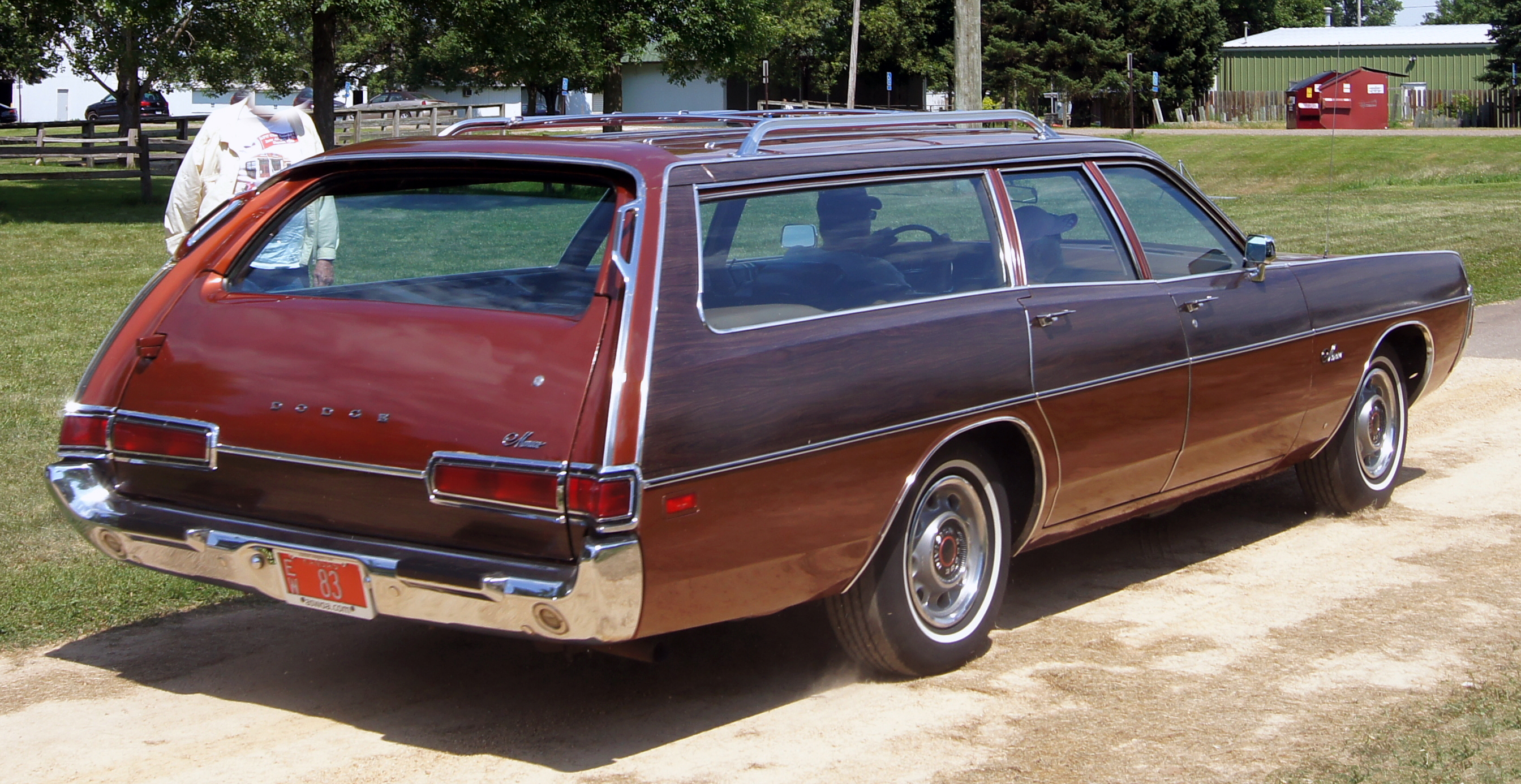
Вид універсала 1971 року ззаду з оздобленням кузова "під дерево"

Monaco 1971 року отримав оновлення з новою решіткою радіатора всередині бампера з року раніше, та інші незначні зміни, орієнтовані в основному ззаду. Опція Super-Lite більше не була доступна через брак інтересу споживачів і незручностей стосовно її законності в деяких штатах. Були встановлені новий задній одно-петельний бампер і більші задні ліхтарі на всю площину.
Набір опцій 500 був усунений, щоправда новим в списку опцій був програвач з мікрофоном для касет із записом. Роздільні сидіння залишились доступними попри втрату набору 500, а набір Brougham був все ще доступним за $220, попри додачу окремої моделі Polara Brougham.
Всі доступні двигуни мали знижену ступінь стиску, так щоб всі могли задовільно їздити на бензині звичайного сорту. В результаті, 2-камерний 383 все ще мав ту саму потужність у 245 к. с. (183 кВт), 4-камерного 383 впала до 290 к. с. (220 кВт), і 440 впала до 320 к. с. (240 кВт).
Універсали Monaco, які в 1969 і 70-му мали панель з імітацією дерева вздовж кузова внизу, отримали повністю нові панелі у верхній частині кузова вздовж боків, навіть навколо вікон. Нові вінілові наклейки були напівпрозорими, даючи кольору просвітлюватись крізь них.
Попри втрати в потужності і незначну зміну вигляду, продажі злегка зросли. Виготовлено десь на 900 екземплярів більше Monaco 1971 року (приблизно 25,544 — точна кількість невідома).

### 1972

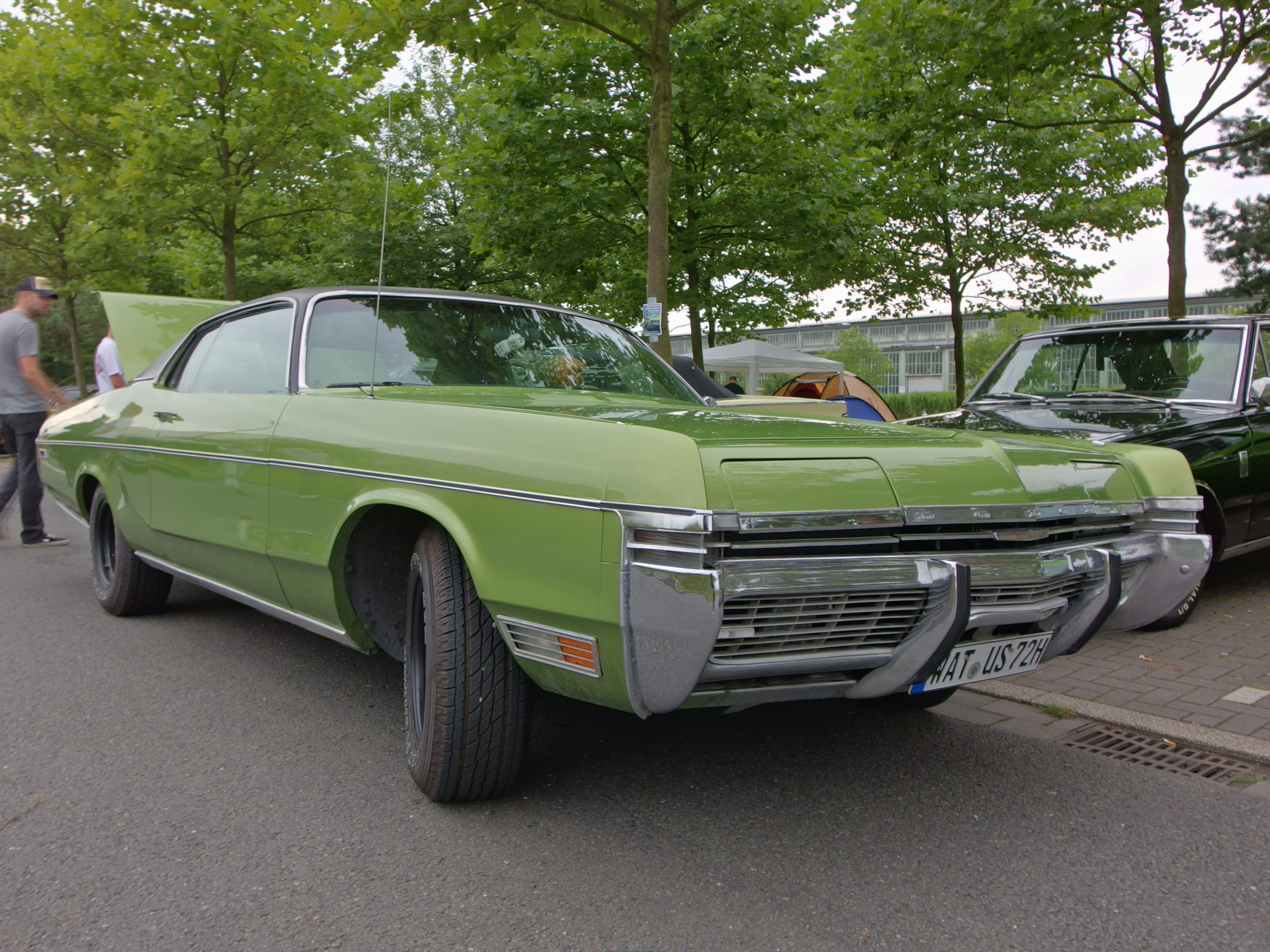
Модель 1972 року

Великі легкові моделі Dodge 1972 року нарешті отримали нові кузовні панелі, заплановані ще на 1971 рік.
Заданий новий вигляд моделі Monaco був у новій передній частині з прихованими щитками фарами, розміщених над інтегрованою в бампер решіткою радіатора. Боки автомобіля втратили свій попередній випуклий вигляд на користь новому, плоскому вигляду з новою лінією, яка починалась на передніх крилах і йшла по дверях, закінчуючись перед задніми колесами. Лінії даху седана і хардтопа були оновлені і більш звичного вигляду. Ззаду був новий петельний бампер і задні ліхтарі на всю ширину, які, як і решта авто, виглядали набагато більш дорогими і вражаючими. Універсали отримали новий вигляд ззаду з вертикальними ліхтарями, поставлених одне над одним.
Monaco отримав менший стандартний V8 в 72-му. Двигун B V8 з 320 куб. дюймами (5,2 л), який був представлений в 71-му як опція на моделі Polara, видавав 210 к. с. (160 кВт), тепер оцінювався в чистих замість повних. 320 ще був новим двигуном B V8 об’ємом 368 куб. дюймів (6,0 л). 440 чи 482 залишились доступними, але тепер видавали чисті 275 к. с. (205 кВт). Продажі 1972 року майже досягли показників 1969, з виготовленими 37,013 екземплярів за рік.

### 1973

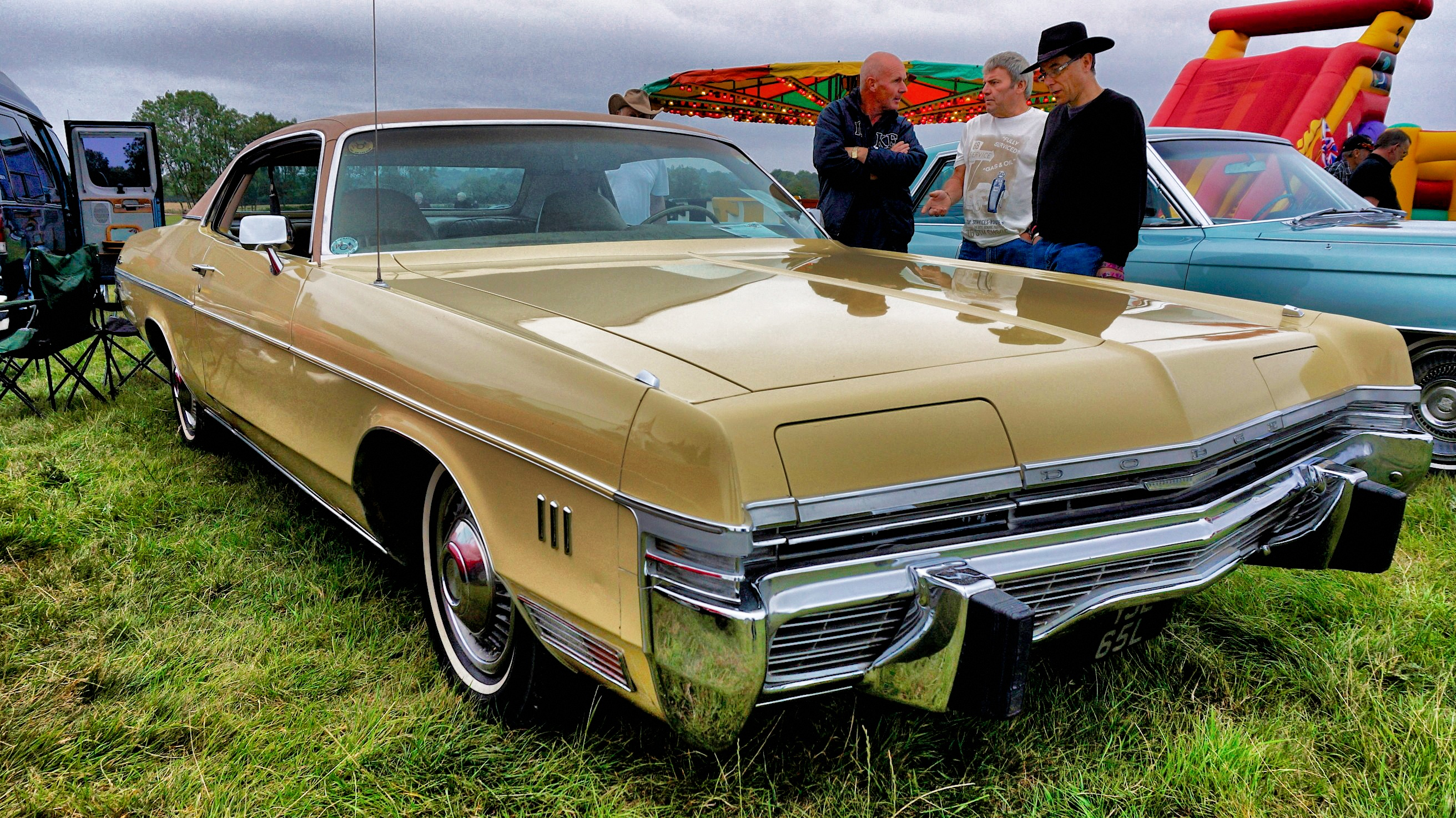
Модель 1973 року

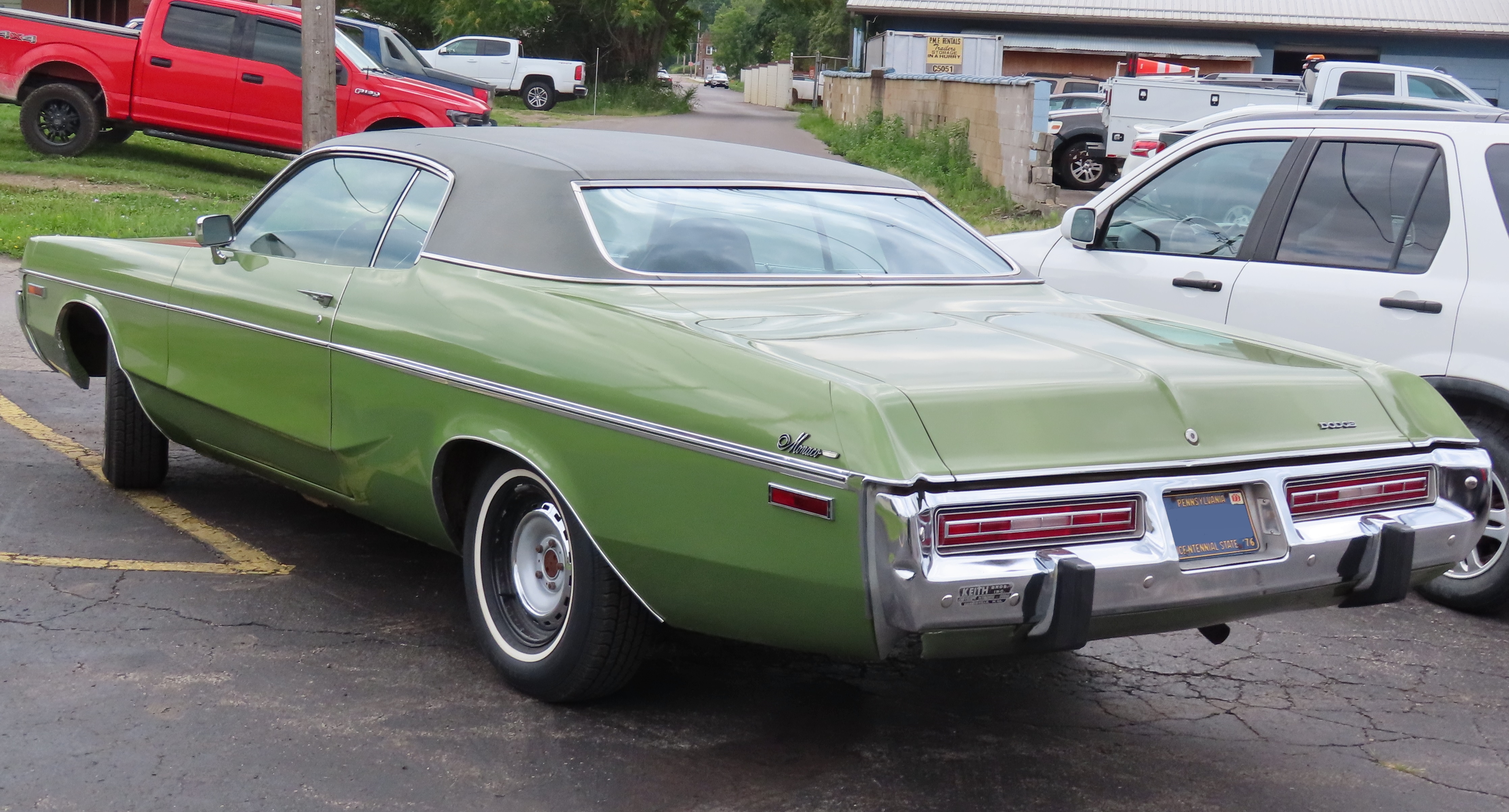

В останній рік фюзеляжного кузова Monaco продовжив зі стилем 1972 року, з новим заднім бампером та зміненими фарами, разом з новою кришкою багажника і кінчиками задніх крил. На бамперах з’явились великі чорні гумові ікла для відповідності новим федеральним стандартам при зіткненнях на малих швидкостях. Моделі хардтоп і седан отримали приблизно 6,5 дюймів (16,5 см) переважно завдяки іклам на бамперах.
Всередині були використані стійкі до пожеж матеріали на кожній видимій частині салону. Під капотом всі три доступні двигуни стали надійними з додатком нової електронної системи запалювання від Chrysler в стандарті, яка подовжувала тривалість роботи свічки запалювання і фактично усунула періодичну підтримку системи запалювання.
Попри покращення автомобілів, продажі знову впали до 29,396 екземплярів.
1973 виявився останнім роком, коли Monaco був топ-моделлю великого легкового автомобіля. Після 14 років, назву Polara відкинули і в 1974 всі великі авто Dodge носили назву Monaco.

### Південна Африка
В липні 1969 року філія Chrysler у Південній Африці представила перейменовану версію Dodge Monaco місцевого виробництва під назвою Chrysler 383. Ця модель протрималась у виробництві біля 4 років, будучи відкиненою на початку 1973. Це був перший випадок, коли використали назву "Chrysler" на моделі місцевого виробництва за 10 років. Також це був один з найбільших автомобілів, виготовлених там, і так само мав найбільший двигун. V8 з 383 куб. дюймами давав 290 к. с. (216 кВт), а повністю обладнане авто мало електричні підіймачі вікон і вініловий дах.

## Третя генерація

### 1974

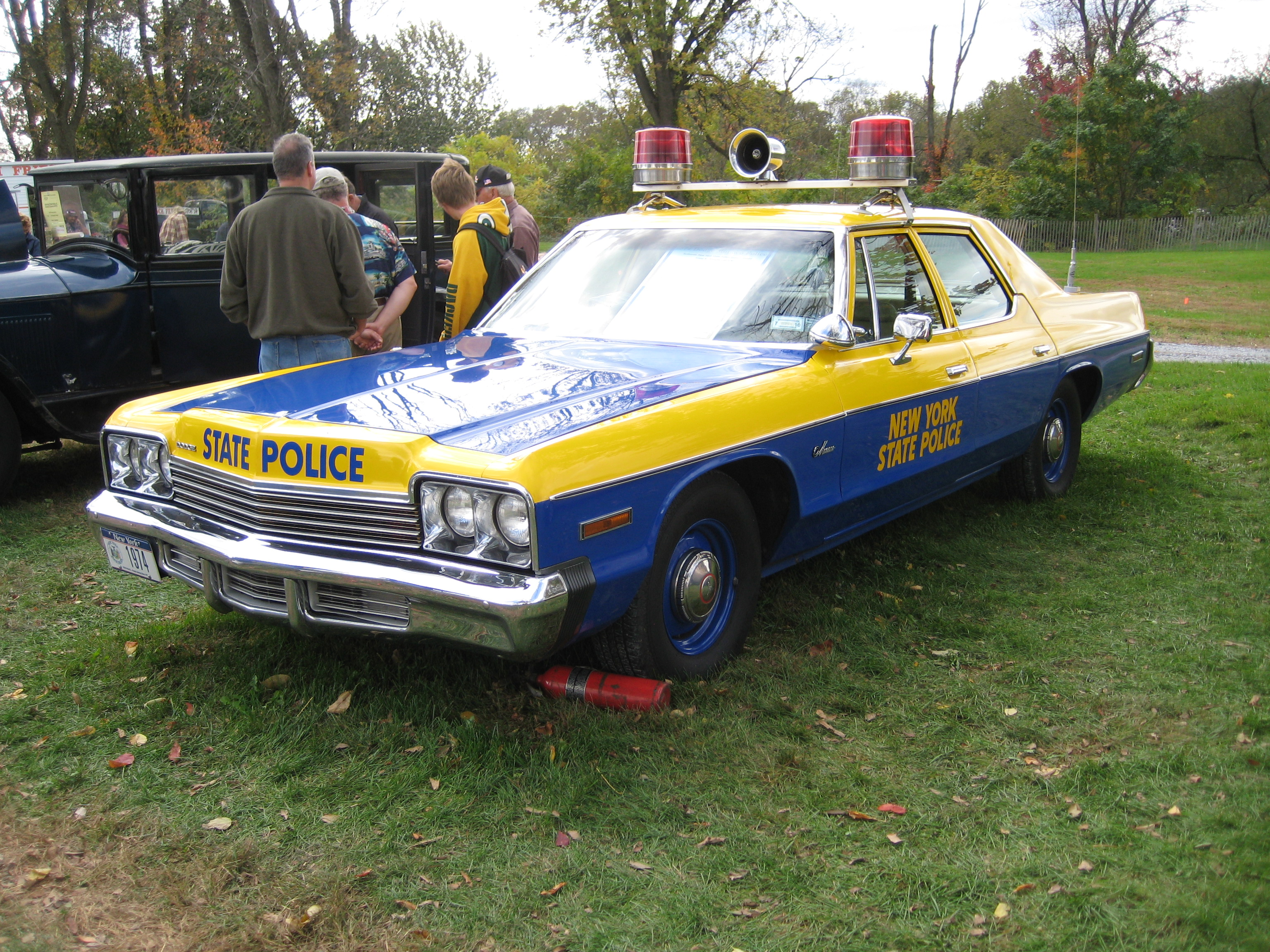
Седан 1974 року

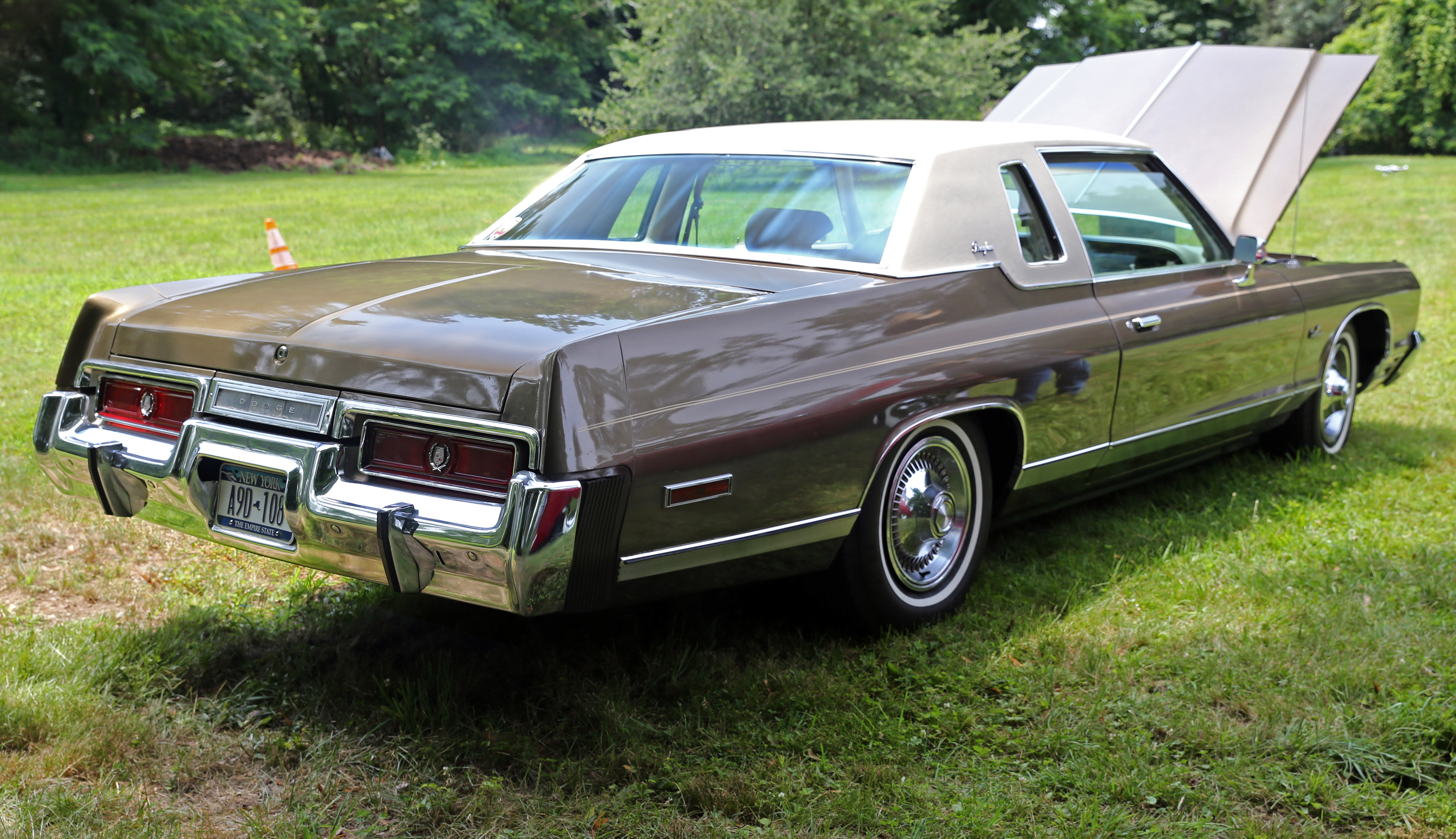
Купе 1974 року

Великий легковий Dodge Monaco 1974 модельного року платформи C був повністю оновленим з новою суцільною платформою і новим кузовом. Однак, напередодні їхньої прем’єри почалась паливна криза 1973 року. Chrysler розкритикували ЗМІ за подачу величезних нових автомобілів, і відповідно продажі страждали. Багато хто з автомобільної преси критикував новий дизайн авто як надто похідний від того, що нагадувало великий легковий Buick чи Oldsmobile 3 роки раніше. Моделі Dodge Polara і Polara Custom (1960–1973 модельні роки) були зняті з випуску роком раніше, базовий Monaco і Monaco Custom замінили їх відповідно. Попередній Monaco був перейменований в Monaco Brougham. Назва Brougham довгий час використовувалась для набору люксових опцій, який був доступним з 1969 по 1973 рр.. Приховані щитками фари попередніх моделей були замінені на видимі фари у всіх моделей Monaco. Стандартний двигун на Monaco був 360 куб. дюймовий (5,9 л) з 2-камерним карбюратором, опції двигунів були 360 куб. дюймовий (5,9 л) з 4-камерним карбюратором, 400 куб. дюймовий (6,6 л) з 2- чи 4-камерним карбюратором і 440 куб. дюймовий (7,2 л) з 4-камерним карбюратором.

### 1975

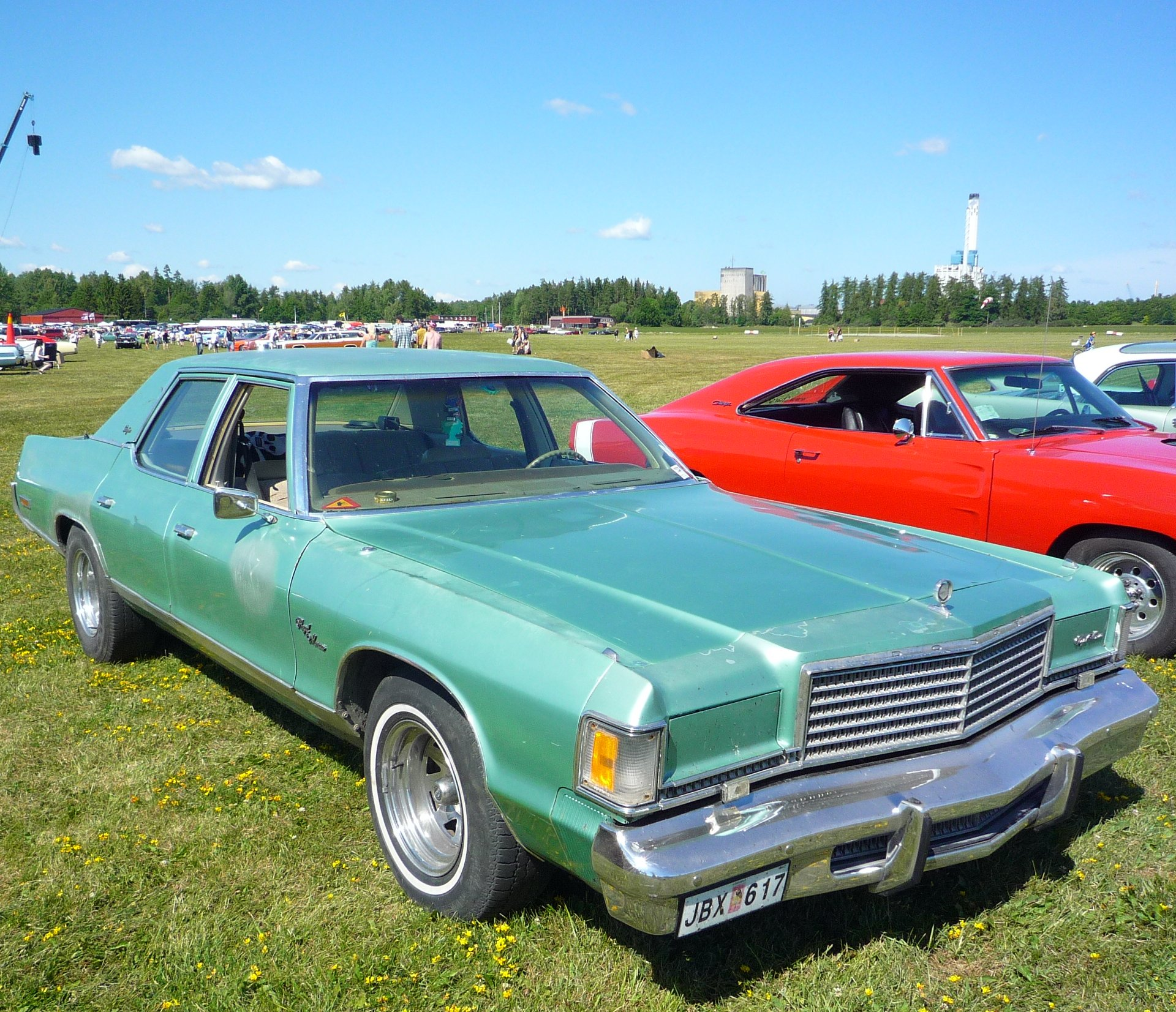
Седан Royal Monaco 1975 року

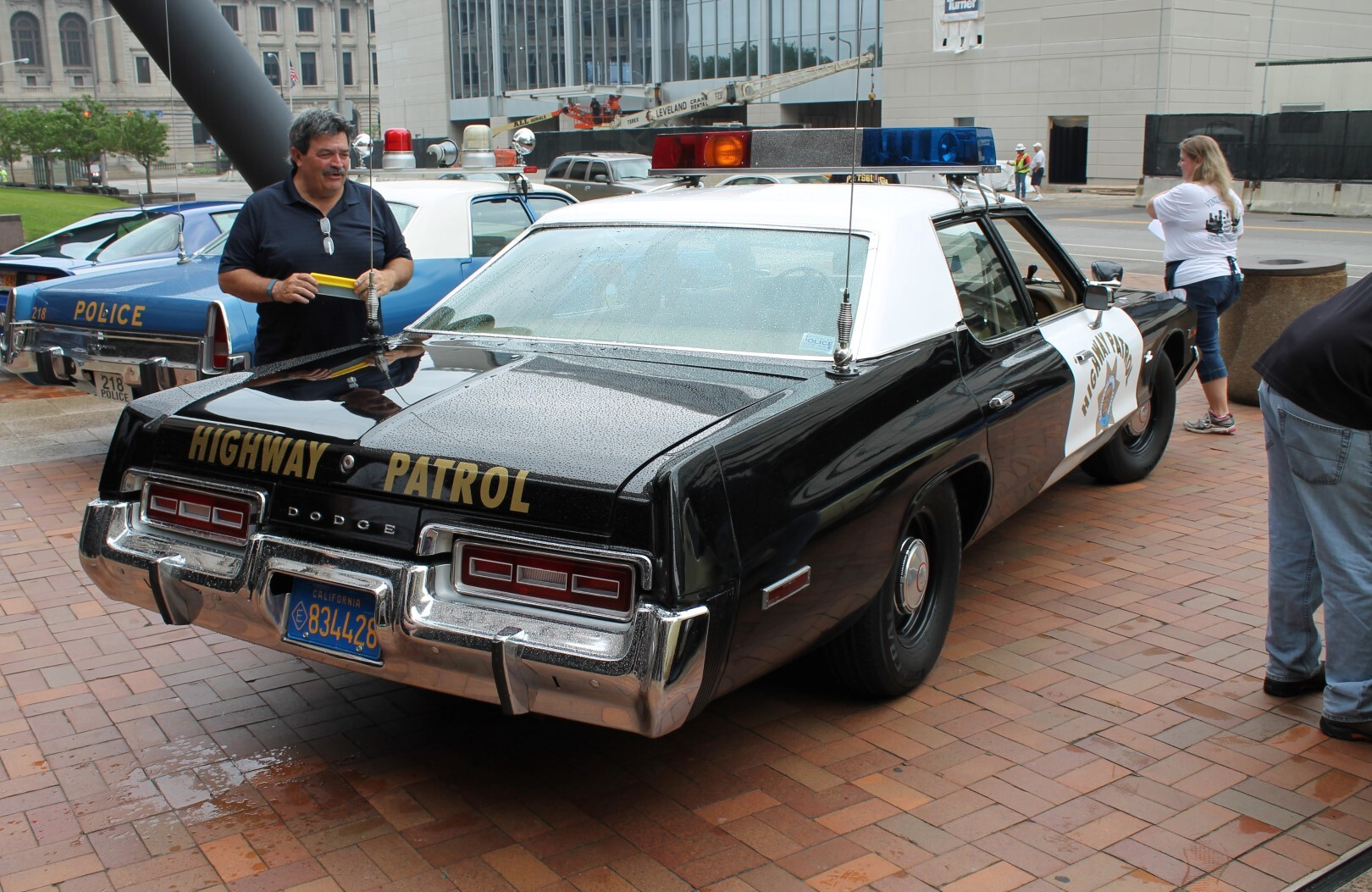
Модель 1975 року

В 1975 модельному році зміни в базовому Monaco були мінімальними. Однак, Monaco Custom перейменували в Royal Monaco, а Monaco Brougham став називатись Royal Monaco Brougham. Моделі з новими назвами мали приховані щитками передні фари. 1975 рік був останнім, коли в гамі кузовів був 4-дверний хардтоп. Деякі моделі, в залежності від рівня обладнання і штату, для якого були призначені, отримали каталізатори, щоб відповідати жорстким нормам з викидів у вихлопних газах. Після початку 1975 модельного року була представлена опція лімітованої серії на купе Royal Monaco Brougham: набір Diplomat мав вініловий дах ландо з овальними боковими вікнами «опера» і широку сталеву смугу впоперек даху. Вона мала доступні лише три кольори — Cold Metallic, Silver Cloud Metallic і Maroon Metallic. Стандартний двигун на Monaco і Royal Monaco був 360 куб. дюймовий (5,9 л) з 2-камерним карбюратором, тоді як Royal Monaco Brougham і універсали отримали 400 куб. дюймовий (6,6 л) з 4-камерним карбюратором. Опції двигунів на Monaco і Royal Monaco були 400 куб. дюймовий (6,6 л) з 2- чи 4-камерним карбюратором і всі Monaco могли оснастити 440 куб. дюймовим (7,2 л) з 4-камерним карбюратором. Автомобіль важив понад 2 тони з максимальною швидкістю 127 миль/год.

### 1976

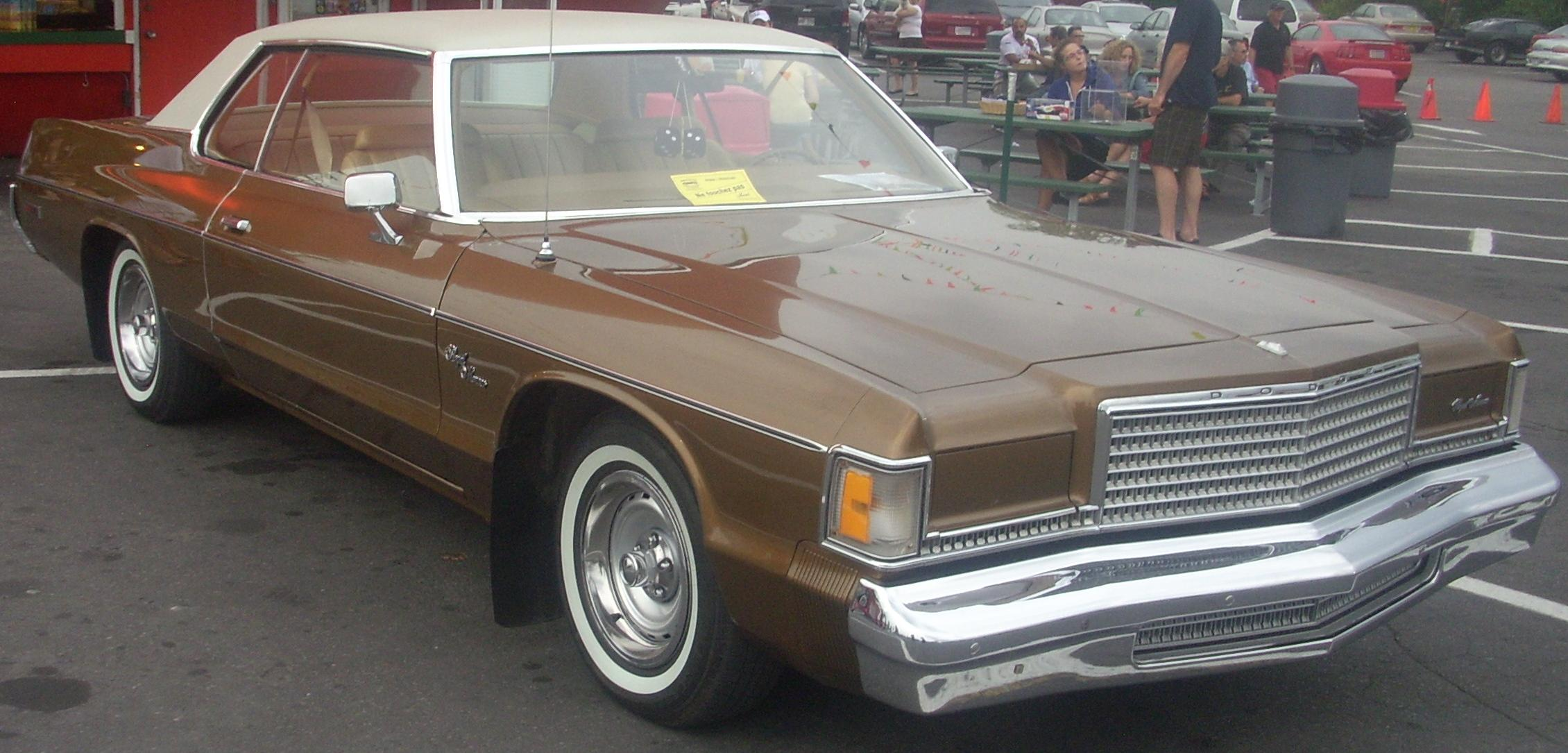
Купе Royal Monaco 1976 року

На початку 1976 модельного року великий Dodge Monaco 1976 року ззовні змінився мінімально, хоча Chrysler представив нову систему для зниження вихлопних викидів Lean Burn (лише на 400 куб. дюймовий двигун). Також до кінця попереднього модельного року (1975) з лінійки кузовів зник 4-дверний хардтоп, який був частиною лінійки Dodge Monaco протягом попередніх десяти років (з 1966 по 1968, з 1969 по 1973 і з 1974 по 1975), відколи його вперше представили 11 років раніше (1965), що знизило вибір кузовів до лише трьох варіантів: 4-дверний універсал, 4-дверний седан і 2-дверний хардтоп. 318 куб. дюймовий (5,2 л) з 2-камерним карбюратором і 150 к. с. став стандартним двигуном на базовому Monaco, а Royal Monaco Brougham та універсали знизили до 400 куб. дюймового (6,6 л) з 2-камерним карбюратором, але Royal Monaco ще мав 360 куб. дюймовий (5,9 л) з 2-камерним карбюратором. Двигуни з 440 куб. дюймами (7,2 л) з 4-камерним карбюратором ще можна було замовити.

### 1977 (Royal Monaco)

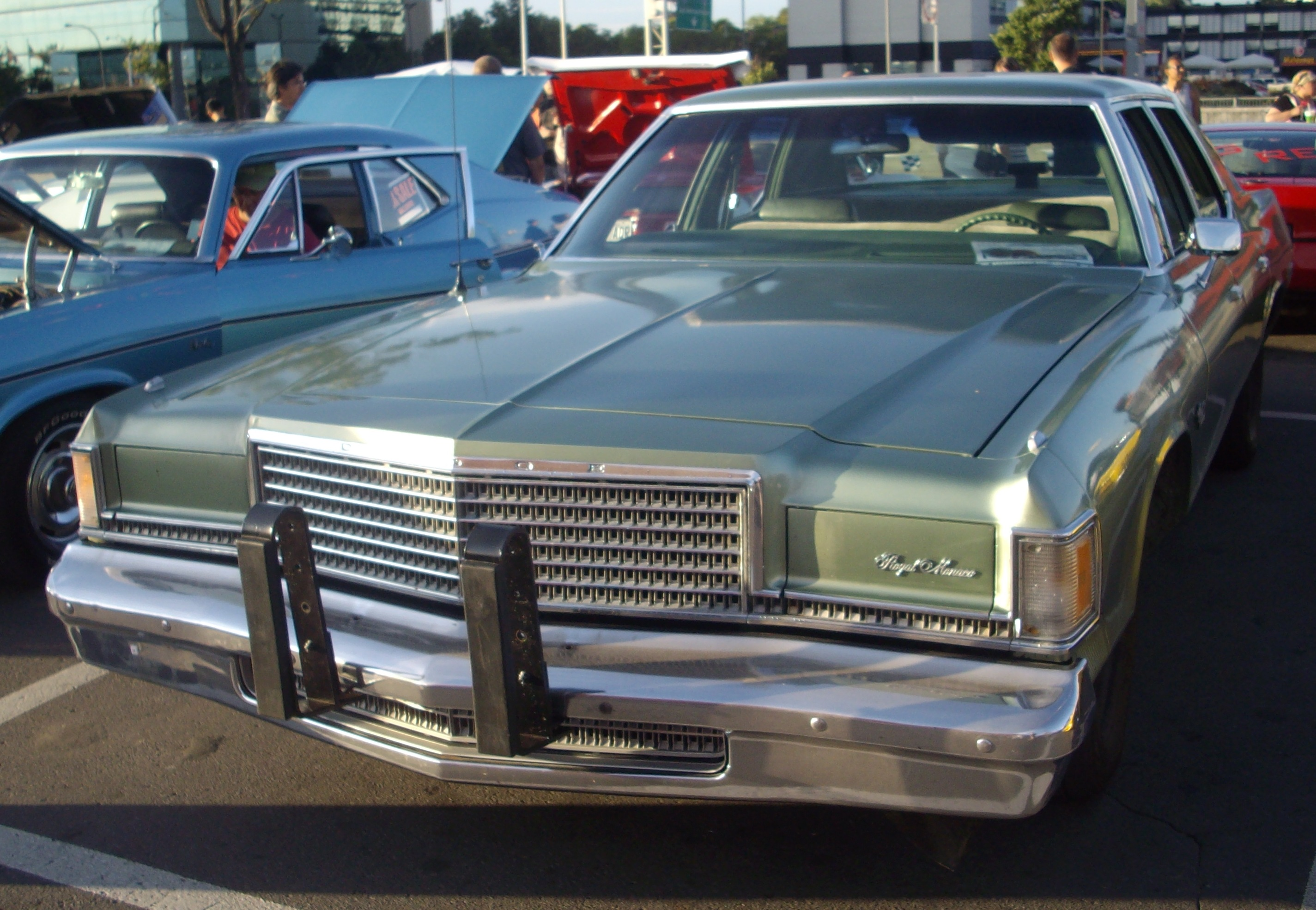
Седан Royal Monaco 1977 року

На початку 1977 модельного року, всі великі легкові моделі Dodge (які називались Dodge Monaco в 1976 році) платформи C почали називались Dodge Royal Monaco. Цей рік став останнім для цієї моделі. За виключенням всіх вищезазначених змін назв (і деталей на кутових кінчиках бамперів), лінійка Dodge Royal Monaco 1977 року залишилась практично незміненою в порівнянні з моделлю попереднього року. Як і на Dodge Monaco 1976 року, Royal Monaco мав на вибір лише три типи кузовів: 4-дверний седан, 4-дверний універсал і 2-дверний хардтоп. 318-куб. дюймовий V8 був використаний вперше як стандартний двигун. 360 V8 (з 2-камерним карбюратором) і 400 V8 залишились доступними за межами Каліфорнії; 440 V8 пропонувався як опція. 3-ступеневий автомат був єдиною доступною трансмісією.
В кінці 1977 модельного року було припинено виробництво всієї великої легкової лінійки Dodge Royal Monaco платформи C (включно з всім модельним рядом свого одночасного аналога Plymouth Gran Fury), що зробило його останнім великим легковим автомобілем Dodge, виготовленим на платформі C.

## Четверта генерація

### 1977

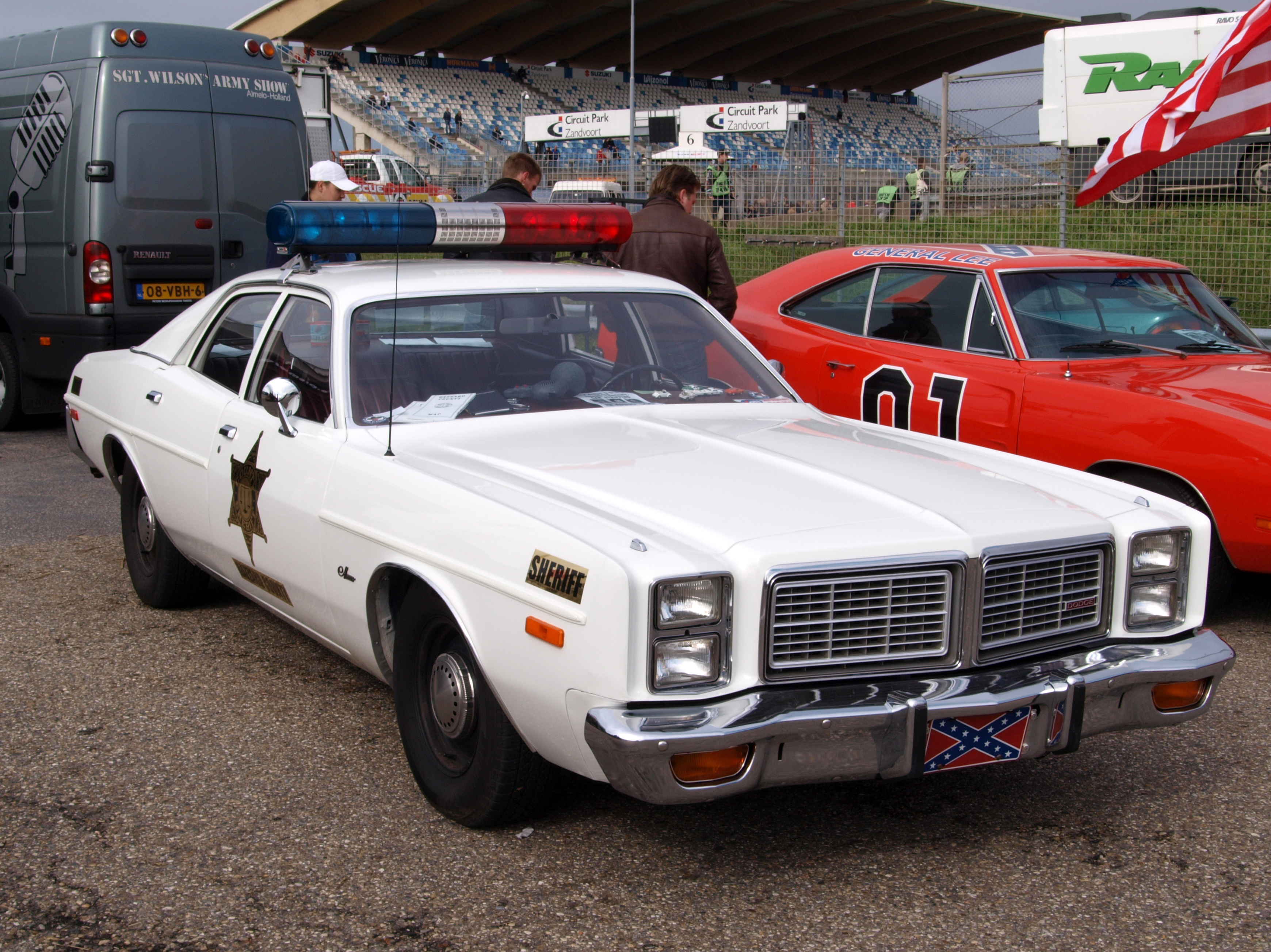
Модель 1977 року

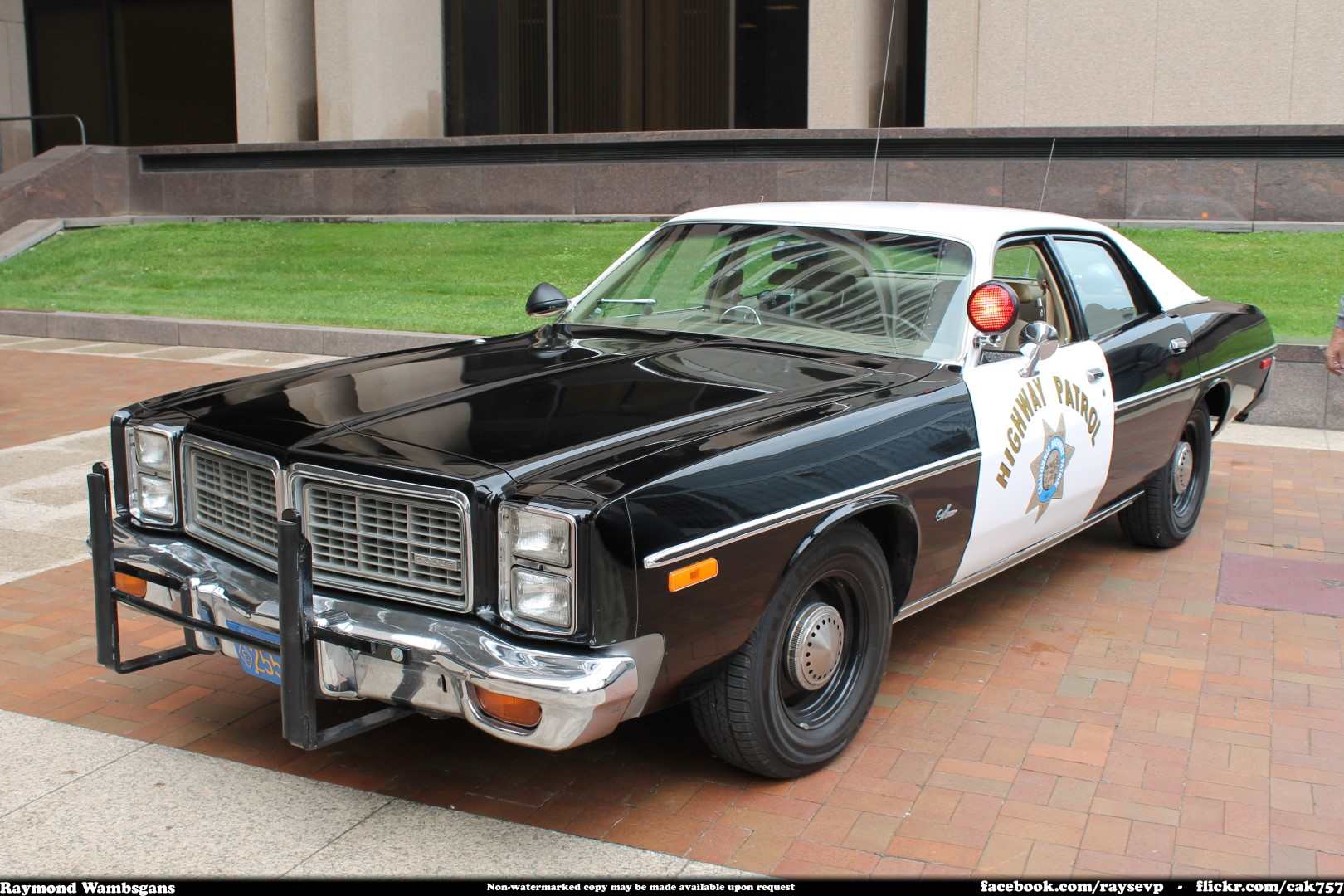
Модель 1978 року

На початку наступного модельного року (1977), назва Dodge Monaco змістилась на платформу B  Chrysler середнього розміру, замінивши Dodge Coronet універсал і седан. (Хардтоп Coronet 1975 року став Dodge Charger Sport в 1976, а потім знову назву змінили в 1977 на Dodge Monaco.)
Лінійка моделі Dodge Monaco 1977 року отримала властиву кількість змін в результаті тривалої паливної кризи 1973–74 рр., особливо через намір Chrysler посунути саме назву Dodge Monaco з лінійки великої легкової платформи C на платформу середнього розміру B на зламі 1976–1977 модельних років. Зміни всієї лінійки Dodge Monaco являли собою радше переосмислення. Dodge Monaco 1977 року отримав видозмінену передню частину з вмонтованими вертикально квадратними фарами, які дали автомобілю подібність до тогочасного Chevrolet Monte Carlo. З важким фінансовим становищем корпорації Chrysler протягом цих років, було дуже мало того, що можна було зробити, щоб надати лінійці Dodge Monaco 1977 року новий свіжий вигляд, тож зміни виявились настільки мінімальними і недорогими, наскільки це було можливим. Лінійка кузовів і рівнів оздоблення Dodge Monaco 1977 року були успадковані від моделі Coronet 1976 року без змін. Модель мала звичайні 4-дверні седан і універсал Monaco, 4-дверний седан Monaco Brougham та 4-дверний універсал Dodge Monaco Crestwood.

### 1978
Dodge Monaco 1978 року мав той самий вигляд, що й у 1977, і протримався ще один рік у виробництві та був найбільшим автомобілем марки Dodge протягом даного модельного року. Наприкінці 1978 року Dodge Monaco був повністю знятий з виробництва, будучи повністю заміненим в 1979 році на Dodge St Regis, який базувався на платформі R і пропонувався як найбільша модель Dodge. Автомобілі платформи B виготовляли у стилі Dodge Charger по 1979 рік.

## П’ята генерація

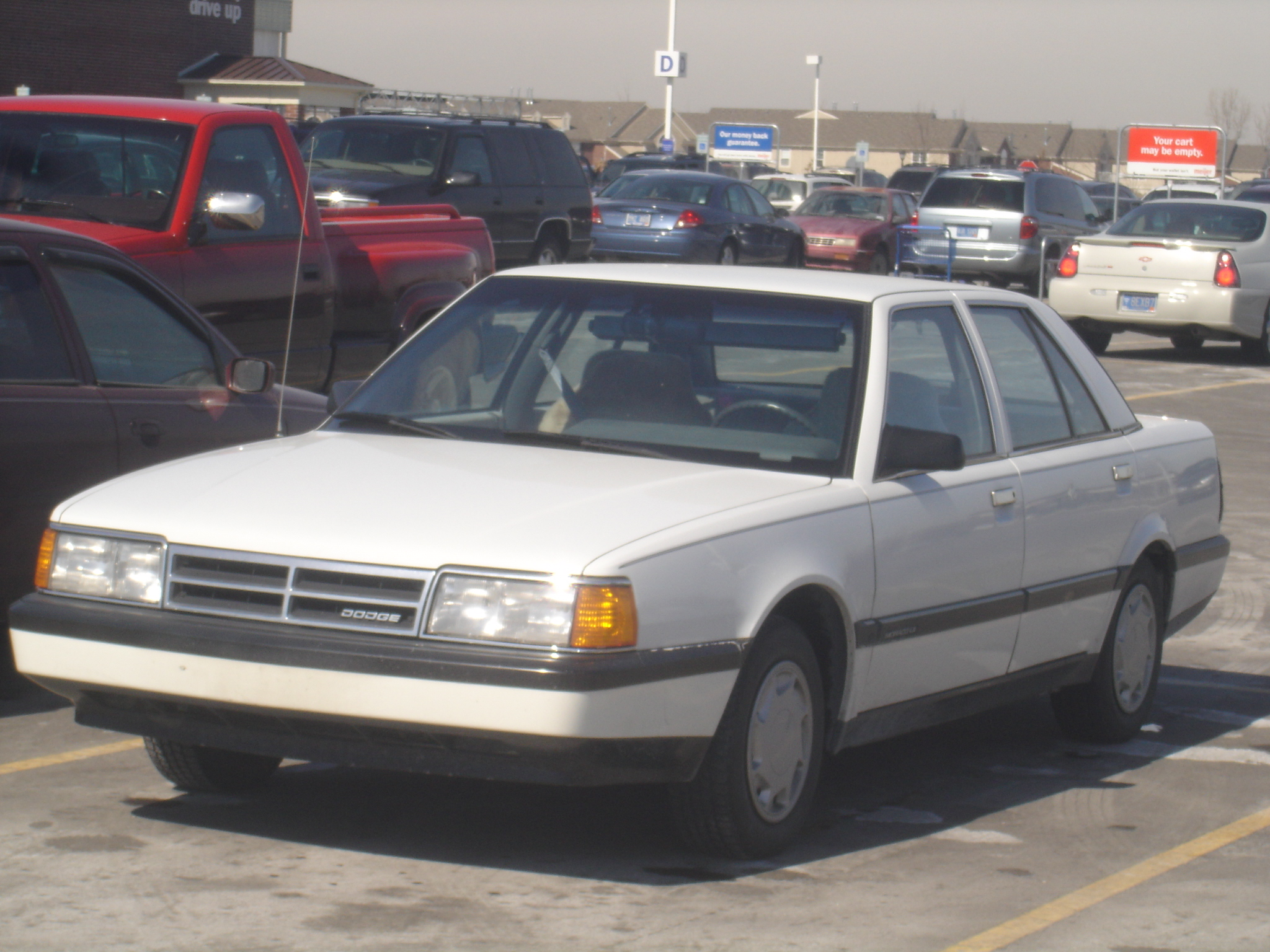
Модель 1990 року

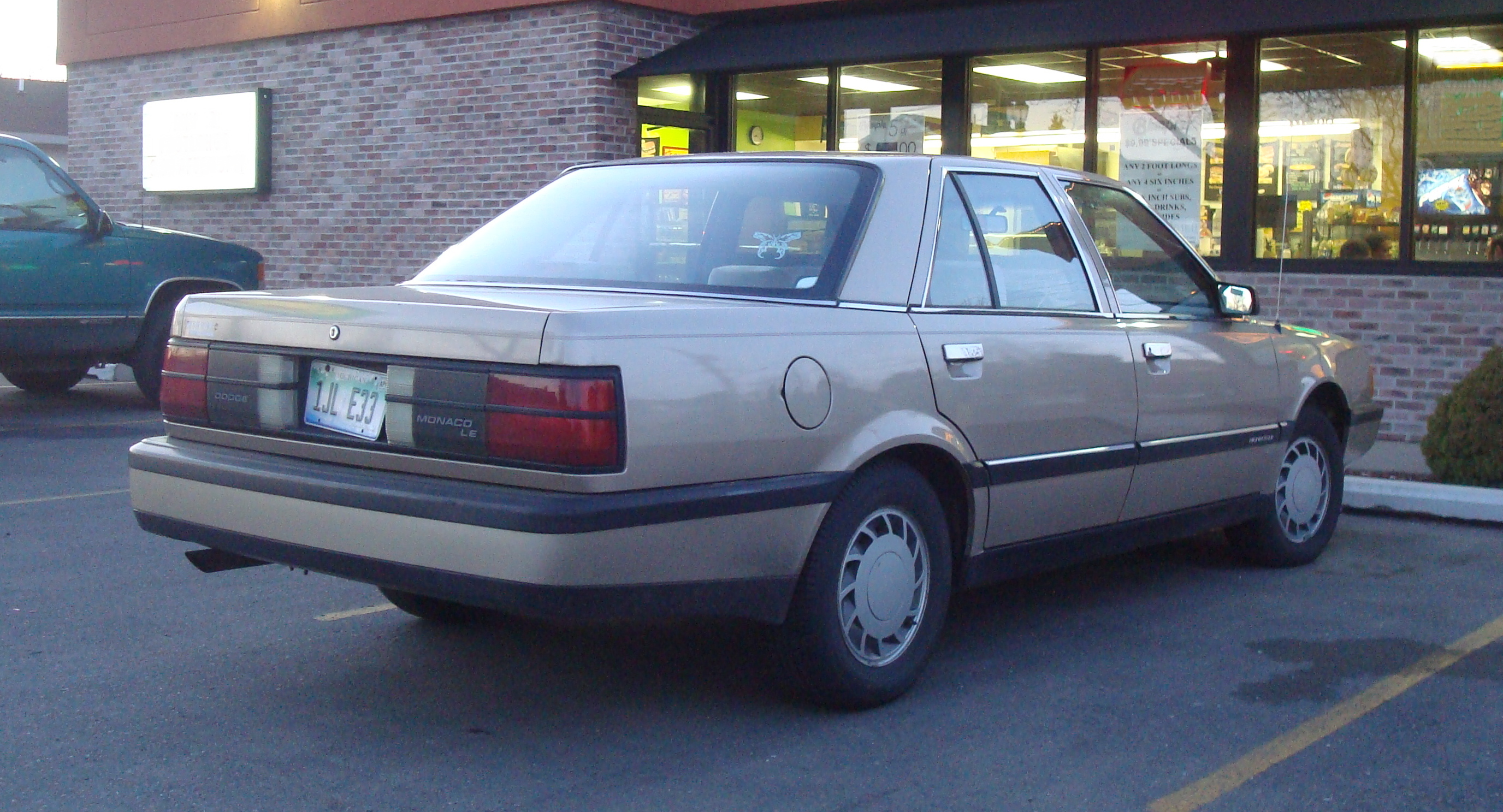

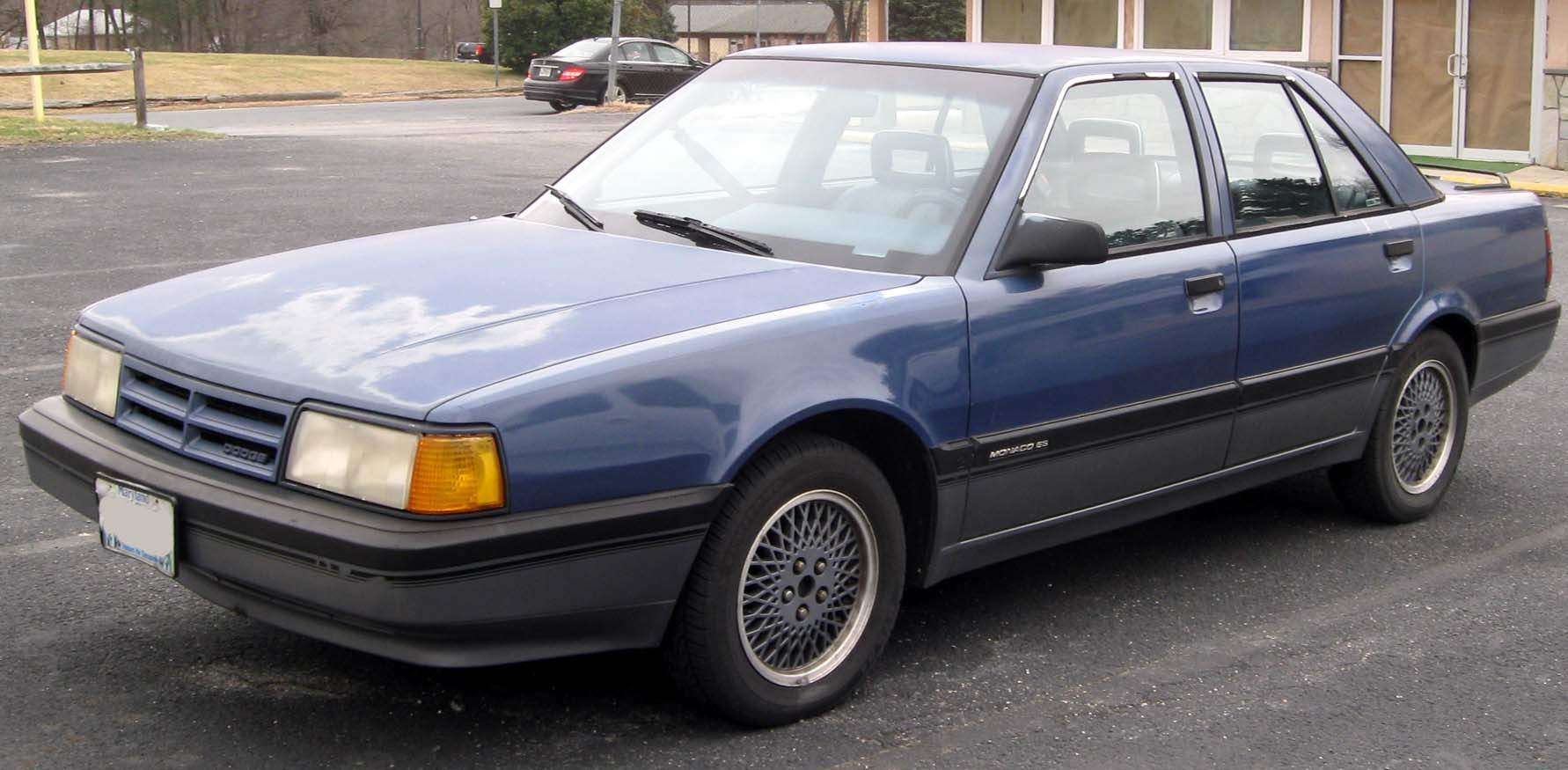
Monaco ES

В 1987 році Chrysler придбав більшу частину активів American Motors (AMC) власності Renault, переважно із-за популярної марки Jeep. Решта активів AMC реорганізували в марку автомобілів Eagle, яка спочатку мала моделі Eagle Premier (яка була на межі виробництва саме до викупу) і Medallion. Пізніші автомобілі, які продавались під брендом Eagle, розробляли Mitsubishi Motors.
Chrysler був зобов’язаний контрактом використати 260,000 двигунів PRV V6, які Renault і American Motors розробили для моделі Premier частиною угоди придбання. Способами поповнення необхідного, керівництво Chrysler в подальшому перейменувало Premier на Dodge Monaco, змінивши решітку радіатора, задні ліхтарі й емблеми, та відкинувши вибір рядного 4-циліндрового двигуна Premier. Авто стало топ-моделлю Dodge і замінило задньо-привідну модель Diplomat, яку зняли з виробництва після 1989 модельного року. Chrysler Canada не замінив Dodge Diplomat, так як Chrysler зняв з виробництва всі більші автомобілі Dodge і Plymouth того часу, зсунувши їх до бренду Chrysler.
Хоч автомобіль був розроблений у співпраці Джорджетто Джуджаро (екстер’єр) і командою Річарда Тіга на AMC (інтер’єр), Monaco не отримав широкого сприйняття публіки, яка була обережною щодо надійності попередніх моделей AMC від Renault, особливо Renault Alliance. Як наслідок, було продано менше перейменованих Monaco, ніж Premier. Ще одна модель подібного розміру, але менш технічно витончена модель Dynasty платформи K, яку представили два роки раніше як модель 1988 року, затулила продажами нового Monaco. Автопаркам, таким як прокат авто і урядові агенції, сподобалось те, що Dynasty можна було обладнати будь-яким з трьох різних двигунів за меншу ціну, тоді як Monaco, навпаки, мав лише один двигун і був набагато дорожчим.
Критикам не сподобалось те, що Chrysler не належно продавав Premier і Monaco, сплутавши їх цільовий ринок. Моделі Premier ES і Monaco порівнювали напряму з Audi 80, Acura Legend і подібними імпортними седанами. Chrysler також відкинув шість різних брендів після придбання AMC, лиш на один менше від GM, який був учетверо більшим автовиробником. Не лише Chrysler не міг дозволити належно просувати і рекламувати кожен зі своїх брендів, воно також позначилось на провалі французьких авто в Сполучених Штатах. Боб Лутц, віце-президент Chrysler на той час, заявив, що моделі Premier/Monaco і Medallion (продавався за океаном, на основі Renault 21) були «непродавані».
Monaco, який виготовлявся на заводі в Бремптоні, Онтаріо разом з Premier, ніколи не продавався в Канаді. В той час на цьому ринку Dodge Spirit ES був топовим седаном Dodge. Monaco і Premier зняли з виробництва під час 1992 модельного року. Платформа, найсучасніший завод з виробництвом, і ключовий керівник від American Motors за дизайн Premier/Monaco, Франсуа Кестейнг привели до успішних і високо-оцінених моделей платформи LH Dodge Intrepid, Chrysler Concorde та Eagle Vision наприкінці 1992 року, коли поновили виробництво в Бремптоні.

## В популярній культурі

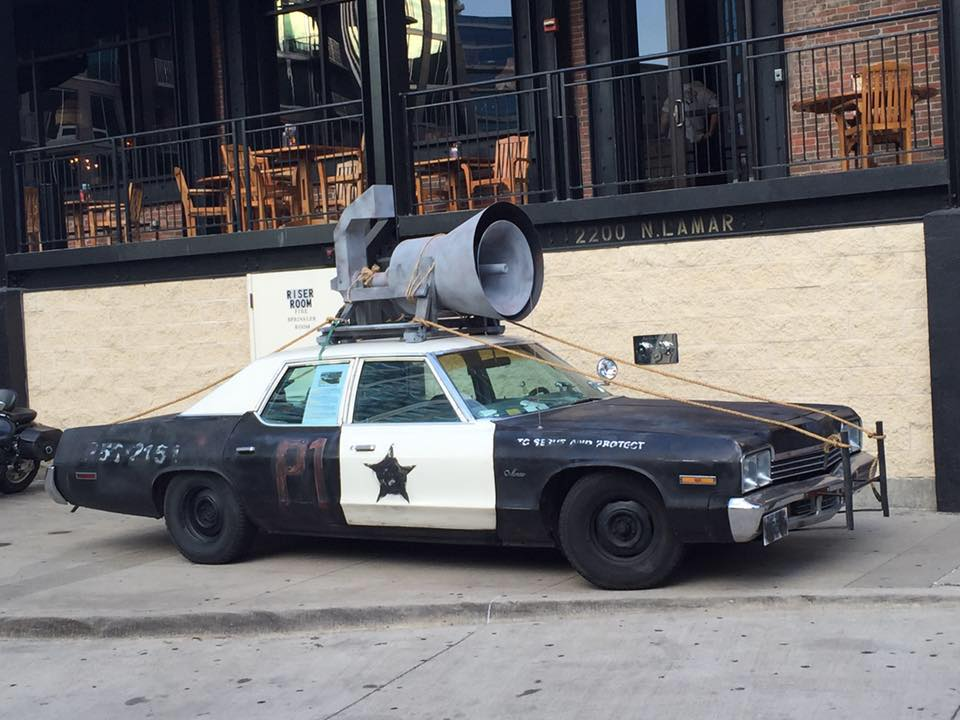
Репліка Блюзмобіля з фільму Брати Блюз

Monaco 1974–1977 рр. отримали зоряну славу як Блюзмобіль (Bluesmobile) у фільмі 1980 року «Брати Блюз» (The Blues Brothers), режисером якого був Джон Лендіс. В ньому, Monaco 1974 року, який колись був поліцейським автомобілем Маунт Проспект, Іллінойс, купує Елвуд Блюз (Ден Екройд) і використовує як щоденний транспорт. Джейк (Джон Белуші), який щойно вийшов із в’язниці, незадоволений автомобілем, але Елвуд акцентує на такі його технічні особливості як "Тут поліцейський двигун, 440-куб. дюймовий апарат. Поліцейські гума, підвіска, амортизатори. Це модель, зроблена перед каталізатором, отож їздить добре на звичайному пальному". Monaco 1975–1977 рр. також показані як автомобілі військ штату Іллінойс та міські поліцейські автомобілі Чикаго.
Автомобілі дорожнього патруля Каліфорнії, використані в перших трьох сезонах серіалу CHiP, були Monaco цієї генерації.
Також у фільмі 1980 року «Смокі і Бандит 2» (Smokey and the Bandit II), був зафіксований світовий рекорд з автомобільного стрибка, коли каскадер Бадді Джо Хукер перестрибнув на Dodge Monaco 1974 року висоту в понад 150 футів (45 метрів). Хукер страждав на стиснення хребців в результаті твердого приземлення.
Титульна заставка телесеріалу 1980-х «Блюз Хілл-Стріт» (Hill Street Blues) показує три білі Dodge Royal Monaco 1977 року в кузові седан.
Моделі 1977 і 1978 років можна побачити в якості поліцейських авто в сезонах 1980–1985 рр. серіалу «Придурки з Хаззарду» (The Dukes of Hazzard), останні три сезони CHiP, а також поліцейському драма-серіалі «Хантер» (Hunter) як L56 Ріка Хантера (також відомий як "Lincoln 56"). Окрім того, була використана в картині про британського агента Джеймса Бонда «Вид на вбивство» (1985) як автомобіль поліції Сан-Франциско під час погоні за Бондом і Стейсі Саттон на пожежному автомобілі вулицями міста. Нереалізовані автомобілі того періоду випуску переважно були дешево закуплені у величезних обсягах, а далі піддані страшним мукам, знищені в каскадерських аваріях, але із-за міцності конструкції, їх часто ремонтували і повторно використовували.